# Conde-duque de Olivares
Gaspar de Guzmán y Pimentel Ribera y Velasco de Tovar, conocido como el conde-duque de Olivares (Roma, 6 de enero de 1587-Toro, 22 de julio de 1645), fue un noble y político español, III conde de Olivares, I duque de Sanlúcar la Mayor, I duque de Medina de las Torres, I conde de Arzarcóllar, I príncipe de Aracena y valido del rey Felipe IV de España.

## Orígenes familiares
Pedro Pérez de Guzmán y Zúñiga, hijo menor del III duque de Medina Sidonia, aplastó las revueltas comuneras de Sevilla y Toledo en 1521, acompañó a Carlos I a Italia en 1529, sirvió en Alemania y Flandes, luchó contra los turcos en 1532 y participó junto a Carlos I en la Campaña de Túnez de 1535. Por los servicios prestados, el rey lo nombró primer conde de Olivares en 1535. También acompañó al príncipe Felipe a Flandes en 1552 y a Inglaterra en 1554 para su boda con María Tudor y se le concedió el título de alcaide perpetuo del Alcázar y las Atarazanas de Sevilla. Contrajo matrimonio con Francisca de Ribera Niño, hija de Lope Conchillos, un aragonés con antepasados judíos. En 1563 Pedro constituyó un mayorazgo con Olivares, Castilleja de la Cuesta, Castilleja de Guzmán y Heliche, el heredamiento sevillano de Miraflores, algunas casas y huertas de Sevilla y derechos de aduana del comercio con las Indias. En 1563 fue autorizado a legar los cargos de alcaide del Real Alcázar y de las Reales Atarazanas de Sevilla a su hijo Enrique.
En 1569 Enrique de Guzmán y Ribera heredó el mayorazgo y los cargos que le correspondían. Este había acompañado a su padre a la Inglaterra en 1554, fue herido en una pierna en la Batalla de San Quintín de 1557, formó parte de la embajada a Francia para concertar el matrimonio de Felipe II con Isabel de Valois y estuvo en la boda de Felipe II con Ana de Austria en Segovia en 1570. En 1571 incorporó al mayorazgo alcabalas de algunos pueblos de la provincia de Sevilla como La Puebla de los Infantes, Alcolea del Río, Villaverde del Río y Lora del Río con Setefilla así como de otros de la provincia de Jaén como Santisteban del Puerto y Castellar. A finales de la década de 1570 adquirió el señorío de Albaida del Aljarafe, que fue añadido al mayorazgo. En 1579 se casó con María Pimentel de Fonseca.
Cuando María Pimentel era niña y se encontraba enferma en el Palacio de Monterrey de Salamanca recibió la visita de santa Teresa de Ávila, que, según se dice, obró en ella una curación milagrosa. Fue una mujer muy devota, comprometida con ayudar a los pobres y reformar a las prostitutas. Acumuló una gran cantidad de reliquias, algunas de las cuales se conservan en la Colegiata de Olivares. Era una buena administradora y llevó las cuentas de la casa. Murió en 1594.
Enrique de Guzmán, II conde de Olivares, fue embajador en Roma entre 1582 y 1591, virrey de Sicilia de 1591 a 1595 y virrey de Nápoles de 1595 a 1599. Regresó a España en el 1600 y en 1601 fue hecho miembro del Consejo de Estado y contador mayor de cuentas.
En 1607 el II conde de Olivares logró que Felipe III le autorizase a dejar los cargos de alcaide del Real Alcázar y de las Reales Atarazanas de Sevilla a su hijo Gaspar.

## Biografía
Gaspar de Guzmán y Pimentel nació en la embajada española en Roma el 6 de enero de 1587. Era el tercer hijo del II conde de Olivares. Su bautizo fue oficiado por el cardenal Aldobrandini, que en 1592 se convirtió en el papa Clemente VIII. Como Gaspar estaba destinado a la carrera eclesiástica, este papa le concedió muy pronto el arcedianato de Écija y una canonjía en la Catedral de Sevilla, cargos de los que no llegaría a tomar posesión.
El mayor de los hijos del II conde de Olivares, Pedro Martín de Guzmán, murió en 1587 en el Palacio de Monterrey de Salamanca debido a una caída.
El 14 de septiembre de 1592 el rey Felipe II le concedió a Gaspar el hábito de caballero de la Orden de Calatrava. Como era menor de edad, al contar con solo cinco años, el papa tuvo que concederle una dispensa para recibirlo.
Gaspar pasó sus primeros años en Roma, Palermo y Nápoles. Estudió a Dante y a Bembo y, de adulto, era admirador de la cultura italiana y en su biblioteca había autores italianos. En el 1600, su padre se trasladó con la familia a Madrid. En 1601 Gaspar, destinado a la carrera eclesiástica, se encontraba en Sevilla y fue enviado a estudiar derecho canónico y civil a la Universidad de Salamanca acompañado de 19 criados. En noviembre de 1603 sus compañeros lo eligieron rector, cargo que solía desempeñar un estudiante de la nobleza, y como premio a los servicios prestados con este cargo Felipe III le nombró comendador de Víboras de la Orden de Calatrava.
Cuando era estudiante en Salamanca conoció a Juan de Issasi, con quien entabló una buena amistad. Issasi adquirió posteriormente una fama de gran erudito.
Su hermano mayor, Jerónimo de Guzmán, cayó enfermo y murió en 1604, a los 21 años de edad. Jerónimo falleció en Oropesa, durante un viaje a Sevilla. Quedaron entonces Gaspar y sus tres hermanas: Francisca, Inés y Leonor. Entonces su padre le llamó a Valladolid, donde se encontraba entonces la corte y donde él se desempeñaba, para educarle en ese ambiente.
Al morir su padre en 1607, heredó el mayorazgo y se concentró en cortejar a su prima, Inés de Zúñiga y Velasco, que era dama de honor de la reina. Se dice que gastó en el cortejo una gran suma: 300 000 ducados. Inés, por su parte, era hija del V conde de Monterrey y virrey de Perú, que había muerto en Lima en 1606 dejando muchas deudas.
También se acordó el matrimonio de la hermana de Gaspar, Leonor, con el hermano de Inés y VI conde de Monterrey, Manuel.
La idea de Gaspar era obtener, a través de la petición de Inés al rey, el título de grande de España. Sin embargo, fracasó en este empeño y decidió retirarse a Sevilla a gestionar su patrimonio. Entre 1607 y 1615 realizó algunas visitas a Madrid para mantener vivas sus pretensiones pero estas fueron infructuosas.
Gaspar e Inés tuvieron tres hijas pero solo una, María, nacida en 1609, llegó a la edad adulta.
En 1611 le ofrecieron ser embajador de España en Roma pero, al saber que el cargo era incompatible con un nombramiento en la corte, declinó la oferta.
El conde de Olivares se dedicó al patronazgo de poetas y artistas con gran prodigalidad, ganando el sobrenombre de Manlio, como el generoso mecenas romano Marco Manlio Capitolino. Uno de los artistas con los que solía codearse era el pintor Francisco Pacheco, que pintó un retrato del conde hoy desaparecido. En la casa de Pacheco había una academia privada que fue visitada por Cervantes y Lope de Vega.
Mantuvo una estrecha amistad con Juan de Fonseca y Figueroa, canónigo de la Catedral de Sevilla, historiador y pintor aficionado.
Otro de sus amigos fue Francisco de Rioja, un miembro de la academia de Pacheco, gran conocedor de autores griegos y latinos. Rioja llegó a ser bibliotecario del conde y permaneció a su lado toda su vida.
En la Sevilla de la época la obra del humanista Justo Lipsio tenía muchos admiradores, entre ellos Baltasar de Zúñiga, tío del conde de Olivares. Un amigo íntimo del conde de Olivares fue Juan Antonio de Vera y Figueroa, conde de la Roca, que en 1620 editó en Sevilla El embajador, una obra influenciada por Lipsio y Tácito que se convertiría en un vademécum para diplomáticos.
Posiblemente en sus tiempos en Sevilla comenzase a adquirir libros. Llegó a tener una de las mejores bibliotecas particulares del siglo XVII. En la década de 1620 consta que tenía 2 700 libros impresos y 1 400 manuscritos. En 1635 el jesuita borgoñón Claudio Clemente tuvo la oportunidad de verla y escribió:

La biblioteca que posee don Gaspar de Guzmán, conde de Olivares y duque de Sanlúcar, es una de las más excelentes, tanto por el número como por la selección de los mejores libros de toda clase, muy merecedora de visitarse y cuya fama es por doquier; hay en él un anhelo incontenible de aumentarla cada día, a causa de su singular afición por los estudios.

### Ascenso al poder

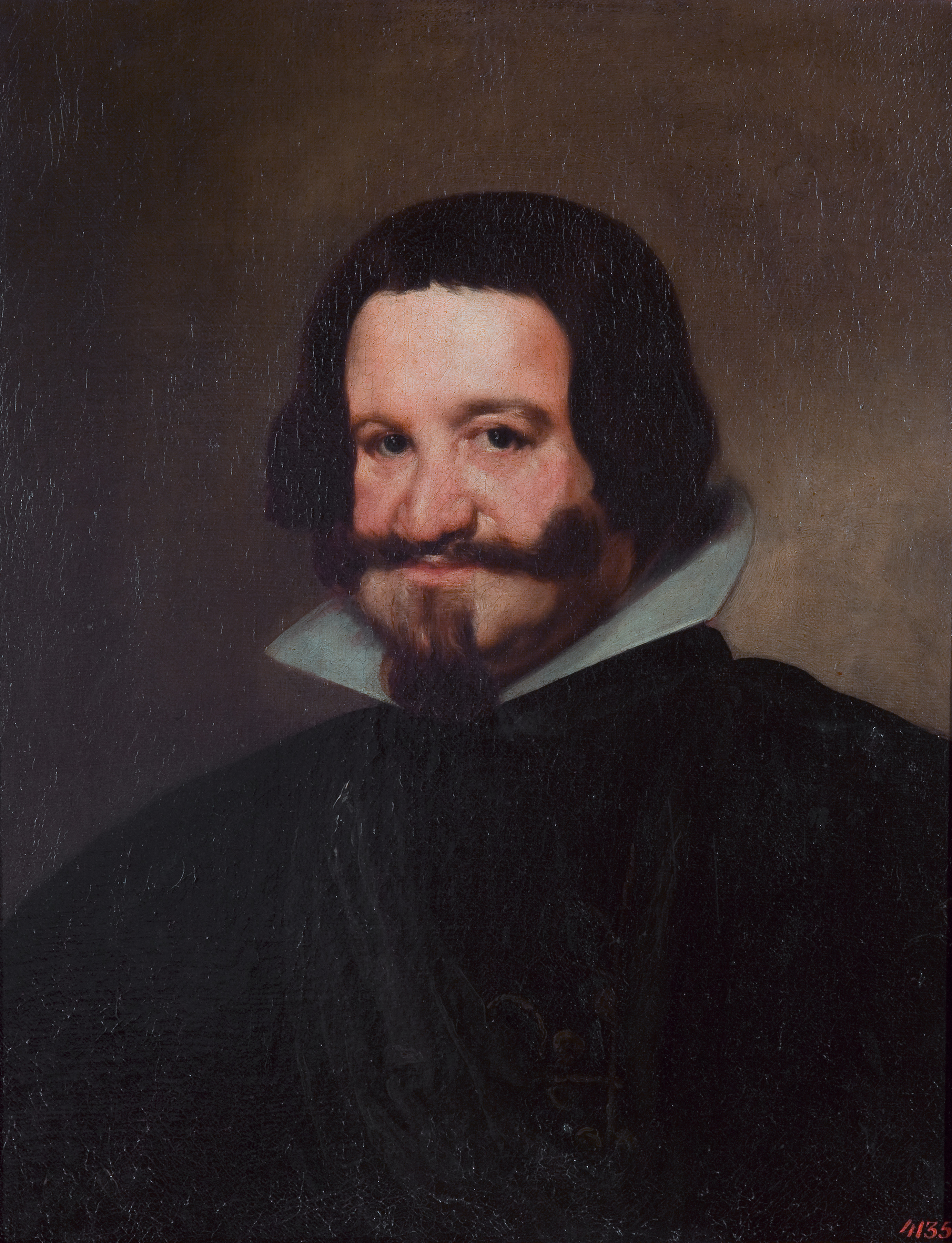
El conde-duque de Olivares, Velázquez (1638), Museo del Hermitage.

El conde de Olivares intentó ganarse el apoyo de Rodrigo Calderón. Este era el favorito del valido del rey Felipe III, Francisco de Sandoval, duque de Lerma.
En 1615 el príncipe Felipe (futuro Felipe IV) se casó por poderes con Isabel de Borbón y pasó a tener su propia casa. Entonces el duque de Lerma nombró al conde de Olivares gentilhombre de cámara del príncipe.
En noviembre de 1615 el príncipe Felipe e Isabel se conocieron en la frontera franco-española. En el cortejo el duque de Sessa llevaba a su lado al escritor Lope de Vega y el conde de Olivares iba acompañado de dos poetas.
En un primer momento al príncipe Felipe no le gustó el conde de Olivares. No obstante, el conde supo labrarse un lugar preeminente dentro de su séquito aprovechando la afición del príncipe por la equitación y el teatro.
Por aquel entonces Rodrigo Calderón estaba muy denostado por aceptar sobornos y por tener en contra al confesor real, fray Luis de Aliaga. Solamente la protección del duque de Lerma salvaba a Calderón de la caída en desgracia.
Cristóbal Gómez de Sandoval, hijo del duque de Lerma y duque de Uceda, se unió con fray Aliaga contra Calderón. El duque de Lerma se enfrentó a la actitud de su hijo pidiendo el apoyo de su sobrino y yerno, Pedro Fernández de Castro y Andrade, VII conde de Lemos, que regresó a la corte en 1616 con gran reputación tras haber ejercido como virrey de Nápoles. La idea del valido era que el conde de Lemos fuese nombrado por el rey consejero de Estado pero el confesor fray Aliaga abortó este plan.
El conde de Olivares percibió que la alianza entre el duque de Uceda y fray Aliaga era más fuerte que la del duque de Lerma y el conde de Lemos, por lo que se hizo aliado del duque de Uceda por medio del secretario de este, Juan de Salazar.
En junio de 1617 el conde de Olivares presionó a través del duque de Uceda para que se le diese un puesto en el Consejo de Estado a su tío, Baltasar de Zúñiga y Velasco, argumentando que su asesoramiento sería valioso dada la precaria situación de Centroeuropa. El 1 de julio de 1617 Zúñiga ocupó su puesto en el Consejo de Estado y, dada su experiencia previa en diplomacia y sus capacidades, empezó a ganar notoriedad cuando se trataba de opinar sobre política exterior.
En el bando del duque de Lerma estaban el citado conde de Lemos y Fernando de Borja, III conde de Mayalde, príncipe consorte de Esquilache o Squillace y gentilhombre de cámara del príncipe Felipe. Opuesto a este bando estaba el duque de Uceda con su hermano, el conde de Saldaña, caballerizo del príncipe.
El conde de Lemos intentó ganarse el favor del príncipe Felipe, pero fray Aliaga logró convencer al rey de que esta influencia era perniciosa y se le prohibió acercarse a sus aposentos salvo por motivos oficiales.
En estos momentos el II marqués de Castel Rodrigo, Manuel de Moura, que consideraba que no podía prosperar debido al duque de Lerma, se alió con el conde de Olivares.
El duque de Uceda y fray Aliaga aleccionaron al rey. En 1618 el duque de Uceda, siguiendo órdenes del monarca, llamó a Fernando de Borja y le ordenó entregar las llaves de la cámara del príncipe y, poco después, se le envió a Zaragoza como virrey de Aragón. Otros criados de menor rango también fueron apartados de sus cargos. El conde de Lemos decidió retirarse a sus tierras de Galicia.
El duque de Lerma, por medio de Juan de Mendoza y Velasco, I marqués de San Germán y de la Hinojosa, le ofreció al conde de Olivares un puesto en la casa del rey. El conde de Olivares se negó y prefirió seguir al lado del príncipe.
El 4 de octubre de 1618 el prior del Monasterio de San Lorenzo de El Escorial recibió la misión de informar al duque de Lerma de que se retirase del servicio a la monarquía. Tras esto, se retiró a su Palacio Ducal de Lerma mientras que Rodrigo Calderón, por su parte, se retiró a su casa de Valladolid.
El duque de Lerma había gobernado con gran autonomía gracias a un decreto de 1612; tras su caída en 1618, sus funciones de gobierno fueron ocupadas por su hijo, el duque de Uceda. Sin embargo, ese mismo año el rey Felipe III decidió derogar el decreto de 1612 y estableció que las decisiones y nombramientos solo tendrían validez si estaban firmados de su puño y letra.
Felipe III, agradecido por el servicio que estaba prestando Baltasar de Zúñiga en el Consejo de Estado, lo nombró comendador mayor de León de la Orden de Santiago. El 22 de mayo de 1619 le nombró también ayo o educador del príncipe.
El 22 de mayo de 1619 el rey y el príncipe salieron de Madrid para hacer una visita oficial a Lisboa, acompañados entre otros por el conde de Olivares. Estando en la ciudad portuguesa, el conde de Olivares se dirigió repentinamente a Sevilla. Según su contemporáneo y biógrafo, el diplomático e historiador Juan Antonio de Vera y Figueroa, conde de la Roca, esta decisión se debió, entre otros, a problemas financieros y a una crisis personal.
En octubre de 1619 el rey enfermó cuando estaba regresando de Portugal. Zúñiga le envió un mensaje a su sobrino diciendo que se presentase en Casarrubios, donde el rey había tenido que detenerse. Olivares contestó que solo regresaría si el príncipe le garantizaba un puesto de alto rango en el caso de que faltase su padre.
Finalmente, Olivares regresó a la corte. El príncipe puso a su servicio a uno de sus ayudantes de cámara, Antonio de Losa. En marzo de 1620 se compró una casa por 9 000 ducados cerca del Alcázar de Madrid. En abril sobrevivió a un atentado cuando se dirigía a su casa en un coche de caballos. Los responsables fueron unos desconocidos.
En julio de 1620 los católicos de Valtelina, en el norte de Italia, se levantaron contra los señores protestantes de las Tres Ligas. España mandó sus tropas para apoyar a los católicos y se hizo con un conjunto de fortalezas en los Alpes que le servían para asegurar el Camino Español usado por sus tropas de Italia hasta Flandes. Francia se opuso y el embajador francés en Madrid, el mariscal François de Bassompierre, logró que España firmase el tratado de Madrid del 25 de abril de 1621, por el cual Valtelina se devolvía a las Tres Ligas a cambio de que el territorio fuese católico. Este tratado quedó en letra muerta y no contentó ni a los de las Tres Ligas ni a los valtelinos. Zúñiga se mostró a favor de llegar a un nuevo acuerdo con los franceses y se firmó el Tratado de Aranjuez de mayo de 1622, según el cual estas fortalezas quedaban en manos del Papado hasta que se alcanzase un acuerdo definitivo.
El protestante Federico V del Palatinado había aceptado la corona de Bohemia otorgada por la Dieta, arrebatándosela al futuro emperador católico Fernando II de Habsburgo. Baltasar de Zúñiga, desde su puesto en el Consejo de Estado, logró que España interviniese en favor de Fernando. La Campaña del Palatinado comenzó en septiembre de 1620.
El conde de Olivares y Baltasar de Zúñiga pasaron a contar con poderosos aliados en la cámara del rey, como el marqués de Malpica y el duque del Infantado.
En marzo de 1621 el rey recayó enfermo. El conde de Olivares celebró un consejo familiar en su casa al que asistió su hermana Inés con su marido, el marqués de Alcañices, y su hermana Leonor con su esposo, el conde de Monterrey. Su hermana Francisca y su esposo, el marqués del Carpio, no pudieron asistir porque se encontraban en Córdoba.
El conde de Olivares y Zúñiga lograron, probablemente a través de Antonio de Losa, que el príncipe prohibiese la entrada en Madrid al duque de Lerma, que se dirigía a la corte en busca de algún favor real. El duque de Lerma recibió la prohibición de manos del ministro Alonso de Cabrera y se detuvo en Villacastín. Cuando conoció la noticia de la muerte de Felipe III, acontecida el 31 de marzo, se fue a Valladolid.
En abril, el duque de Uceda dejó de ser sumiller de corps de la Casa Real y el cargo pasó al conde de Olivares. Este cargo le daba el derecho de vivir en palacio.
Cuando el duque de Uceda pudo ser recibido por Felipe IV este le dijo que dejase los papeles y las llaves propias de su cargo encima de la mesa y se marchase. Luego hizo a Baltasar de Zúñiga ministro principal.
El 8 de abril de 1621 se creó una Junta de Reformación para elevar la moral pública. Esta, formada por diez miembros, debía reunirse los domingos en el domicilio de Fernando de Acevedo, entonces presidente del Consejo de Castilla, que no se la tomó muy en serio y que pronto dejó de asistir. Francisco de Contreras, confidente de Zúñiga, le sucedió en la presidencia del Consejo de Castilla el 10 de septiembre.
El 10 de abril de 1621 el rey Felipe IV le concedió al conde de Olivares la grandeza de España pronunciando las rituales palabras "Conde de Olivares, cubríos".
El Consejo de Estado no era partidario de continuar con la tregua de los doce años en las Provincias Unidas de los Países Bajos, que había sido firmada en 1609 a causa de la política pacifista del valido de Felipe III, el duque de Lerma. En junio de 1621 el archiduque Alberto de Austria indicó que hacían falta 300 000 ducados al mes para que el ejército de Flandes no quedase con una operatividad muy limitada. El 17 de julio, en el Consejo de Estado, se sucedieron las opiniones a favor de la guerra. El duque del Infantado dijo que encontrar esa suma al mes no era tan malo como perpetuar una tregua que había supuesto a España la pérdida de su reputación. El marqués de Villafranca, partidario del conflicto, indicó que la tregua solo era producto de los intereses de dos hombres: el archiduque Alberto, que era de temperamento pacifista, y el general Ambrosio Spínola, que se había aprovechado de ella para reponerse de sus deudas. El marqués de Villafranca indicaba también que los neerlandeses se habían hecho fuertes en las Indias Orientales y pronto lo harían en las Occidentales y que Francia respetaría más a España en Italia si la veía guerrear en los Países Bajos. Para Agustín Mejía, dar ocupación al ejército de Flandes era fundamental, ya que no era bueno tener un ejército ocioso y mal pagado. Según el conde de Benavente en una monarquía tan grande como la España debía de haber conflictos y mejor que fuese en Flandes, porque si no el pueblo terminaría afeminándose. Para el conde de Benavente era necesaria una buena administración de la Hacienda y las armadas, paz en Italia y guerra en Flandes. La conclusión del conde era "O una buena guerra en Flandes o si no se irá perdiendo todo". El marqués de Montesclaros dijo que en las Provincias Unidas de los Países Bajos había problemas internos (como escasez de dinero y crédito, así como disputas entre arminianos y gomaristas) y que, por ello, era el momento de hacerles una guerra sin cuartel. Francisco de Ibarra creyó que los tercios probablemente tenían ventaja por tierra, pero le preocupaba la falta de preparación de la flota. Baltasar de Zúñiga, el marqués de Aytona y el duque de Monteleón se mostraron también a favor de reanudar la guerra.
Por otro lado, el Consejo de Portugal hizo presión para que la tregua en Flandes terminase, ya que los neerlandeses actuaban como si ya estuvieran en guerra y los territorios de Ultramar que habían sido conquistados previamente por Portugal eran sus objetivos favoritos.
Con el Consejo de Estado unánimemente a favor de la guerra en Flandes, el rey decretó que el ejército en ese lugar recibiría los 300 000 ducados mensuales a comienzos de agosto y que, en ese momento, se reanudaría la guerra.
En el verano de 1621 corrió el rumor de que el conde de Olivares acompañaba al rey en sus salidas nocturnas por Madrid y que este había perdido el interés por los encantos de la reina. El arzobispo de Granada, Galcerán Albanell, criticó al conde de Olivares por fomentar en el rey "cosas ilícitas". Este respondió que cuando acompañaba al rey en sus salidas de palacio no ocurría nada indigno, y que quería que el rey viera por sus propios ojos lo que su padre, debido a un exceso de protección, solo había podido oír contar. Todo el mundo se puso a criticar al conde de Olivares y a defender a la reina.
En septiembre y octubre de 1621 el conde de Olivares estuvo indispuesto por un ataque de ciática. No obstante, los rumores decían que se había retirado afligido y esperaba ser cesado. Felipe IV, sin embargo, suspendió el traslado de la Corte a Valsaín y honró al conde con diversas visitas.
El 28 de noviembre de 1621 escribió una lección dirigida a Felipe IV en el que criticaba el exceso de liberalidad de los reyes, seguida de la propuesta de no conceder más mercedes y favores a expensas del tesoro real.
El 14 de enero de 1622 un decreto estableció que todos los que hubiesen ostentado algún cargo en la monarquía desde 1590 debían presentar una declaración jurada ante un juez con todas sus propiedades. La orden apenas se aplicó salvo en el virreinato de Nueva España, gobernado desde 1621 por el marqués de Gelves, pero los inventarios enviados a la península ibérica ni siquiera fueron abiertos. Sin embargo, sí que se sometió a procesos al duque de Lerma, al duque de Uceda y a Rodrigo Calderón. Este último fue ejecutado el 21 de octubre de 1621, pero, en vez de conseguir ofrecer una imagen de regeneración, esta muerte, famosa por la apostura e hidalguía con que don Rodrigo la afrontó, provocó una condena masiva.
En febrero de 1622 un contingente persa, con el imprescindible apoyo naval de Compañía Británica de las Indias Orientales, tomó Ormuz. El botín de aquella conquista fue subastado en Londres en agosto de 1623.
El mayo de 1622 Gonzalo Fernández de Córdoba y Cardona y el conde de Tilly derrotaron a los protestantes en Wimpfen. Unas semanas más tarde Fernández de Córdoba conseguía una nueva victoria en Höscht. El 29 de agosto el mismo general derrotó a los protestantes alemanes en Fleurus cuando se disponían a acudir en ayuda de los rebeldes neerlandeses.
Las tropas españolas y del Sacro Imperio invadieron el Palatinado Renano y Bohemia quedó en manos del emperador Fernando II de Habsburgo. La situación con Inglaterra debido a esto era delicada, ya que España quería evitar que interviniese en el conflicto en alianza con Países Bajos y Federico V del Palatinado, que era yerno del rey Jacobo I de Inglaterra. Zúñiga se opuso a quitarle a Federico la dignidad de elector del Palatinado para evitar nuevos conflictos en Alemania pero el emperador quería dársela a Maximiliano de Baviera.

### Patrimonio y patronazgo de conventos

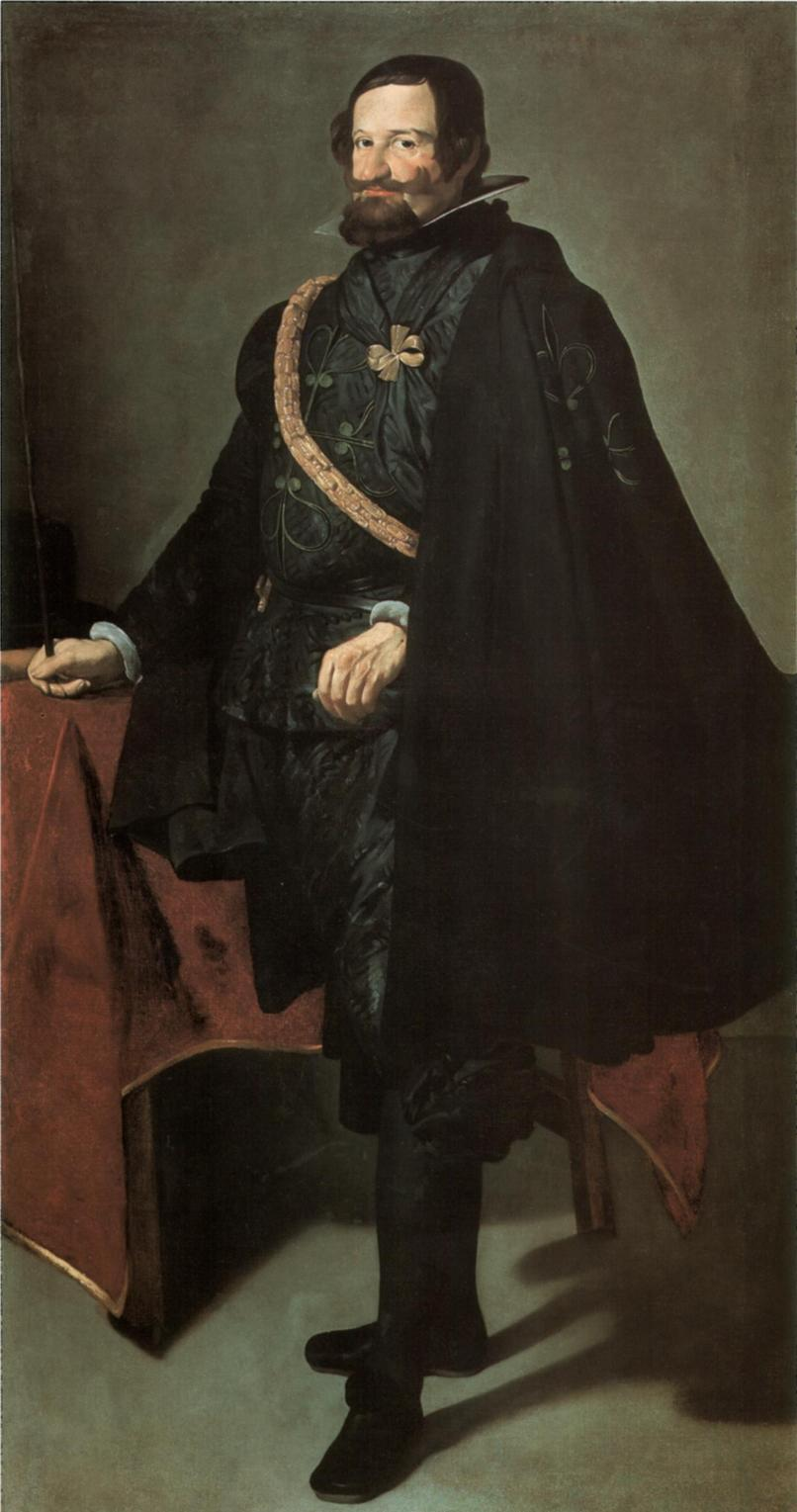
Retrato del Conde-Duque de Olivares (1623), por Diego Velázquez.

El 12 de enero de 1623 el rey hizo que el cargo de alcaide del Alcázar de Sevilla quedase incorporado a perpetuidad por juro de heredad a la casa del conde de Olivares y que formase parte de su mayorazgo.
En diciembre de 1623 el conde de Olivares compró por 100 000 ducados el señorío de Sanlúcar la Mayor a la ciudad de Sevilla.
En agosto de 1624 el conde de Olivares obtuvo en privilegio real para la adquisición de las alcabalas de Tomares.
En agosto de 1624 el conde de Olivares obtuvo de Felipe IV la concesión del título de marqués de Heliche para su primogénito, título que recayó en su hija María de Guzmán. El rey también le concedió a su hija la encomienda de Caravaca de la Cruz, de la Orden de Santiago.
El 5 de enero de 1625 el rey lo nombró I duque de Sanlúcar la Mayor, pasando a ser conocido internacionalmente como el conde-duque de Olivares. Ese mismo día fue nombrado también duque de Medina de las Torres.
El 9 de enero de 1625 Ramiro Felipe Núñez de Guzmán y Guzmán, II marqués de Toral, se casó con la hija del conde-duque de Olivares, María de Guzmán, marquesa de Heliche. María de Guzmán llevaba como dote la encomienda de Zarza la Mayor, de la Orden de Alcántara. Cuando esta falleció, en julio de 1626, la encomienda de Zarza la Mayor pasó al conde-duque de Olivares. Con respecto a la Orden de Alcántara, el conde-duque también fue encomendero mayor y, en 1633, procurador general. María fue nombrada también marquesa de Monasterio.
Una Real Cédula del 11 de diciembre de 1625 ordenó que se le diese al conde-duque la Calle Real de Castilleja de la Cuesta, que hasta entonces era un realengo.
El 5 de enero de 1626 el conde-duque de Olivares y su esposa fundaron el Convento de la Concepción en Castilleja de la Cuesta. Las primeras monjas fueron anteriores agustinas recoletas que cambiaron su hábito por el de las dominicas. En 1633 el conde-duque de Olivares adquirió Loeches y en 1634 los fundadores consiguieron permisos para trasladar la comunidad de religiosas a este lugar. El conde-duque de Olivares le encargó al arquitecto Alonso Carbonel que construyera aquí un palacio para él y el monasterio. Fue a visitar por primera vez el palacio de Loeches en febrero de 1634 y, desde entonces, se retiraba habitualmente al mismo cuando tenía tiempo libre. Las obras del Monasterio de la Inmaculada Concepción de Loeches terminaron en 1640.
El 1 de febrero de 1626 fundó en Olivares el Convento de Nuestra Señora de la Expectación (advocación llamada popularmente como de la O), de franciscanos descalzos. Lo hizo a instancias de su hija, María de Guzmán, que estaba embarazada. En mayo de 1639 el convento se trasladó a Castilleja de la Cuesta. Fue desamortizado en el siglo XIX y derribado en 1840. La Virgen de la O de dicho convento, policromada por Francisco Pacheco, se conserva en la Iglesia de Santiago de Castilleja de la Cuesta y un retablo que se salvó de la iglesia conventual hoy preside la Capilla de la Vera Cruz de Olivares.
El conde-duque también fue patrón de la capilla mayor del Convento de Consolación de Utrera, de frailes mínimos.
El 4 de marzo de 1627 le fue concedida la tenencia y alcaidía del Castillo de San Jorge de Triana, también en Sevilla.
El 4 de junio de 1627 adquirió Velilla de San Antonio y Vaciamadrid.
El conde-duque continuó adquiriendo territorios y derechos en el Reino de Sevilla. En 1627 adquirió Aznalcóllar (por Real Cédula del 30 de enero de 1632 se le concedió el título de conde de este lugar, llamado en el documento Arçacóllar), Tomares y San Juan de Aznalfarache, en 1630 Coria del Río, en 1631 las alcabalas de Coria del Río y la barca que cruzaba el río Guadalquivir por este lugar, en 1635 Camas y en 1641 Bollullos de la Mitación, La Puebla del Río, Palomares del Río con Almensilla, Salteras y Mairena del Aljarafe.
El conde-duque de Olivares y su esposa eran muy devotos de santa Teresa de Ávila. El 15 de octubre de 1630 se puso la primera piedra de la iglesia del Convento de Santa Teresa en Ávila, construida sobre las casas que habían sido propiedad de Alonso Sánchez de Cepeda, padre de la santa. El obispo Francisco Márquez de Gaceta era el patrón de la fundación pero el conde-duque de Olivares solicitó el patronazgo y el obispo se lo concedió. El 21 de abril de 1631 el conde-duque firmó el patronazgo con el general de los carmelitas descalzos. La iglesia y el convento anejo se inauguraron el 14 y 15 de octubre de 1636.
La esposa del conde-duque de Olivares era muy devota de la Orden de San Basilio. El 27 de agosto de 1634 el conde-duque de Olivares fundó el Convento de Nuestra Señora del Buen Suceso (también conocido como del Tardón o de Retamar), de frailes basilios, en Aznalcóllar.
Por el papel del conde-duque de Olivares en la victoria de Fuenterrabía, se le concedieron por Real Orden del 15 de marzo de 1640, 10 000 vasallos en el Reino de Sevilla. El conde-duque escogió que estos fuesen en Aracena y se le concedió el señorío, jurisdicción y vasallaje de este lugar.
El 5 de noviembre de 1640 pasó a ser patrón del Convento de San José, de carmelitas descalzas, de Sanlúcar la Mayor. Este convento había sido fundado en 1590.

### Política en Castilla
Como la Junta de Reformación fue un fracaso, en agosto de 1622 se creó la Junta Grande de Reformación. Su primera sesión tuvo lugar el 11 de agosto en palacio en presencia del rey. Entre sus miembros estaba el conde de Olivares, los presidentes de todos los consejos, el inquisidor general (Andrés Pacheco), el confesor del rey (fray Antonio de Sotomayor) y el confesor del conde de Olivares (el jesuita Hernando de Salazar).
Baltasar de Zúñiga falleció el 7 de octubre de 1622.
Para sustituir a Zúñiga en las tareas de gobierno se creó un triunvirato formado por el marqués de Montesclaros, Agustín Mejía y Fernando Girón. Este se mantuvo durante tres años. El conde de Olivares se abstuvo de participar de forma habitual en sus deliberaciones pero para algunos asuntos sus reuniones tenían lugar en los aposentos de este, por mandato del rey. No obstante, daba la impresión de que el conde de Olivares era el que ostentaba más poder en España. El embajador británico, sir Walter Aston, escribió: "Olivares es tan absoluto con este rey como lo era Lerma con su padre".
En octubre de 1622 el conde de Olivares aceptó un cargo en el Consejo de Estado.
El conde de Olivares dio oficio en la corte a sus familiares y le fue asignado un importante cuarto en el Alcázar de Madrid. El conde de Monterrey fue hecho grande de España en 1621, presidente del Consejo de Italia en 1622, consejero de estado en 1624, embajador en Roma en 1628 y virrey de Nápoles entre 1631 y 1636. El marqués de Alcañices fue hecho montero mayor del rey en 1622. El marqués del Carpio fue nombrado gentil hombre de cámara del rey en julio de 1621. El hijo mayor del marqués del Carpio, Luis Méndez de Haro y Guzmán, fue nombrado en octubre de 1622 gentilhombre de boca y su hijo menor, Enrique de Guzmán, fue nombrado por intercesión del conde de Olivares ante el papa deán de la Catedral de Sevilla en 1624. Mientras, el hermano menor del marqués del Carpio, García de Haro, fue nombrado consejero de Castilla en 1624 y, posteriormente, llegó al Consejo de Estado. Un primo del conde Olivares, el marqués de Caramasa, llegó a sumiller de corps del cardenal-infante y otro primo, Diego Mejía, fue llamado a la corte para ser asesor del conde. Otros dos parientes, más lejanos, Jaime Manuel de Cárdenas y Manrique de Silva, fueron llamados a Madrid para ser gentilhombres de cámara.
El 20 de octubre de 1622 Felipe IV firmó en Valsaín una larga carta que recogía las recomendaciones de la Junta Grande de Reformación. Incluía una serie de medidas afectaban a la justicia y a la administración, como la propuesta de reducir en dos tercios el número de escribanos, recolectores de impuestos y alguaciles. También se intentaba recortar en gastos superfluos. La cuantía de las dotes, que eran tan grandes que obstaculizaban los matrimonios, debía limitarse por ley. Además, se decía que se gastaba mucho dinero en servidumbre y que el rey, para dar ejemplo, debía reducir el número de sirvientes hasta tener los mismos que había tenido Felipe II. Para luchar contra la despoblación de Castilla la Junta proponía que se ordenase a la nobleza dejar Madrid y volver a sus señoríos, la prohibición de emigrar incluso a las Indias, impedimentos para que las familias se trasladasen a las ciudades más pobladas (como Madrid, Sevilla o Granada), animar a artesanos extranjeros católicos a instalarse en España, exenciones fiscales para los recién casados y los que tuvieran seis o más hijos varones, penalizaciones a los que no se hubieran casado con veinticinco años, inducir a las organizaciones de caridad a ayudar en las dotes de doncellas pobres y huérfanas y prohibición de los burdeles. Además, se decía que se impondrían medidas proteccionistas para beneficio de la industria castellana, aunque sin dar detalles sobre esto. Proponía reformas, aunque muy moderadas, con respecto a la limpieza de sangre. Finalmente, decía que el país necesitaba erarios y montes de piedad.
En diciembre de 1622 el conde de Olivares fue nombrado caballerizo mayor del monarca.
Las oligarquías urbanas castellanas eran reacias a aceptar la carta real de octubre de 1622. Por ello, el conde de Olivares consiguió que se aprobase, el 10 de febrero de 1623, una lista de 23 Artículos de Reformación que tuviese la misma fuerza legal que una pragmática sanción aprobada por las Cortes. Estos Artículos eran un resumen de las medidas de la carta real, a la que se añadía otra que restringía el número de escuelas de gramática. Como gesto de buena voluntad hacia las ciudades, el 13 de febrero de 1623 hizo que se convocase una sesión de las Cortes.
Francisco de Quevedo escribió entonces su Epístola satírica y censoria contra las costumbres presentes en los castellanos, en la que alababa las reformas y llamaba al conde de Olivares restaurador de España.
Los procuradores de las Cortes protestaron contra la creación de los erarios. El presidente del Consejo de Castilla rechazó estas quejas el 31 de mayo de 1623 argumentando que cuestionaban la autoridad del rey. La idea de los erarios, un tipo de institución bancaria, había sido presentada a Felipe II por los flamencos Pedro de Oudergherste y Pedro van Rottis 1576 y 1591. En el siglo XVI las Cortes eran reacias a su creación porque se propuso financiar su erección y desempeño con un impuesto a la harina. Un colaborador de los flamencos mencionados, Luis Valle de la Cerda, publicó en el 1600 un libro donde desarrollaba este proyecto, que fue citado a menudo en 1622 cuando comenzaron los debates sobre el asunto. Los erarios se distinguen de otras instituciones financieras de la época por aunar tres operaciones hasta entonces separadas: la oferta de créditos, la constitución de rentas y la tesorería. Trece de las dieciocho ciudades representadas en las Cortes se opusieron ya que para financiar estas entidades bancarias todas las rentas superiores a 2 000 ducados (tanto de laicos como de eclesiásticos) tendrían que pagar un 5%. Se llevó a cabo una negociación con las Cortes y se llegó a la conclusión de que los erarios, de erigirse, debían nutrirse de otro fondo y que no debían monopolizar el préstamo en Castilla. La idea de los erarios tuvo que abandonarse.
El 9 de junio de 1623 las Cortes protestaron también contra el plan de reducción de dos tercios de los oficios municipales de Castilla, que había sido encomendado por el conde de Olivares a Baltasar Gilimón de la Mota, y consiguieron que se pagase una compensación por los cargos en lugar de cesarlos.
Contreras comunicó al conde de Olivares el 20 de junio de 1623 que habían venido a verle procuradores de las Cortes para preguntarle cuál era el estado de las cuentas de la Corona. El 6 de julio el gobierno respondió que la deuda era de 116 millones de ducados.
El 16 de septiembre de 1623 el conde de Olivares dirigió un discurso a las Cortes para sustituir el impuesto de los millones por un sistema en el cual Castilla debería financiar un ejército de 30 000 hombres. Las Cortes se negaron a adoptar ese sistema.
Con todo, el 4 de octubre de 1623 las Cortes se comprometieron a entregar 60 millones de ducados a pagar en 12 años, más 12 millones pendientes de la última concesión. Este dinero se obtendría por fuentes de financiación tradicionales, como el impuesto de los millones. Esta cifra era más del doble del valor de los millones que se habían votado hasta entonces.
El 27 de julio de 1623 el conde de Olivares fue nombrado gran canciller de las Indias, por lo que recibiría un sueldo de 2 000 ducados anuales.
También en diciembre de 1623 el rey y el conde de Olivares escribieron al general de los jesuitas en Roma para decirle que pretendían instalar un centro de estudios en el Colegio Imperial que los jesuitas tenían Madrid. Esta institución tendría 23 cátedras e impartiría materias como lenguas clásicas, historia, filosofía natural, matemáticas, artes militares, política y economía. La fundación fue encomendada a Juan de Villela. Las constituciones de esta nueva institución son de enero de 1625. El centro también estaría bajo la dirección de los jesuitas. Contó con la oposición de las universidades, que no querían perder su preeminencia, y de algunas órdenes religiosas (como los dominicos) recelosas de la influencia creciente de la Compañía de Jesús en la corte. El nuevo centro de estudios fue inaugurado en 1629 pero en 1634 solo contaba con 60 alumnos y ninguno de familias aristocráticas importantes. La Cámara de Castilla definió el proyecto como un fracaso.
En enero de 1624 la Junta de Reformación empezó a volver a reunirse. El 6 de marzo de 1624, tras consultar con el conde de Olivares, propusieron prohibir las comedias teatrales y las novelas. La licencia para editar este tipo de obras fue denegada por el Consejo de Castilla entre 1625 y 1634. Una de las consecuencias de esta política fue que el mercedario y escritor Tirso de Molina fue obligado a dejar Madrid.
El 8 de febrero de 1624 el conde de Olivares intervino en las Cortes diciendo que se ahorrarían 67 000 ducados anuales en los gastos de la casa del rey y 80 000 en los de la reina.
El 8 de febrero de 1624 el rey decidió partir a un viaje por el sur de España, probablemente, para convencer a las ciudades andaluzas para que ratificaran los impuestos concedidos provisionalmente por las Cortes. En este viaje, el monarca iba a acompañado por el infante Carlos y por el conde de Olivares. Llegaron a Córdoba el 22 de febrero, donde fueron agasajados por el marqués del Carpio. El 26 de febrero se trasladaron a Écija, siendo aquí recibidos por el duque de Arcos. El 1 de marzo la comitiva se instaló en el Alcázar de Sevilla. El conde de Olivares fue su guía en todo momento los días que estuvieron en esta ciudad. El 13 de marzo salieron de Sevilla y llegaron el 14 de marzo al coto de Doñana, donde estuvieron de caza y de fiesta. Luego se dirigieron a Sanlúcar de Barrameda, donde fueron recibidos por el duque de Medina Sidonia. Tras esto, se dirigieron a Cádiz, Gibraltar y Málaga. El 3 de abril llegaron a Granada, donde permanecieron una semana. El cortejo regresó a Madrid el 18 de abril de 1624.
El resultado del viaje fue decepcionante, ya que todas las ciudades salvo Sevilla se negaron a ratificar el voto de sus procuradores de las Cortes con respecto a los impuestos. En agosto de 1624 el nuncio papal en España alertó de una posible rebelión. En estas circunstancias, ese mismo mes el rey convocó una reunión de la Junta Grande. Según el embajador británico, sir Walter Aston, el motivo de esta reunión era consultar si se podía ordenar la recaudación de los millones que le habían ofrecido las Cortes a pesar de la oposición de las ciudades, y finalmente se llegó a la conclusión de que lo mejor era no hacerlo. El conde de Olivares solo consiguió que las Cortes aprobasen, el 19 de octubre de 1624, aportar 12 millones de ducados a pagar en seis años, en lugar de los más de 70 millones a los que se habían comprometido en 1623.
Desde Madrid, el conde de Olivares siguió interesándose por Sevilla. A finales de 1622 consiguió que se nombrase como asistente de Sevilla a una persona de su más absoluta confianza: Fernando Ramírez Fariñas. En 1623 pasó a ser protector de la Universidad de Sevilla, dándole el estatus de colegio mayor del que ya gozaban los centros de Salamanca, Alcalá de Henares y Valladolid. En 1626 puso un teatro en el patio de la Montería del Alcázar sevillano. En una ocasión, definió al Reino de Sevilla como el principal de España. Conocidos suyos de Sevilla recibieron cargos en la corte: Juan de Fonseca y Figueroa fue nombrado en 1622 sumiller de cortina en la capilla real, Juan de Jáuregui (que le dedicó su obra Orfeo en 1624) fue nombrado caballerizo de la reina en 1626 y Francisco de Calatayud y Sandoval fue hecho secretario de un par de juntas especiales (de educación y de población). En 1623 Fonseca llamó a la corte a Diego Velázquez, por petición del conde de Olivares.
Con una Pragmática de 1623 se impuso, como medida proteccionista, la prohibición de importación de determinadas manufacturas francesas e inglesas.
Existe un documento, de autenticidad dudosa, conocido como el Gran Memorial, fechado como del 25 de diciembre de 1624 y dirigido por el conde de Olivares al rey Felipe IV. El documento dice que los dominios del rey de España se encontraban en el peor estado que habían visto jamás y que era preciso "resucitar" la monarquía hispánica. Para ello eran precisos gestión política y reformas administrativas, algunas de las cuales ya estaban en marcha en ese momento. Buena parte del documento se ocupaba de los problemas de gobierno, justicia y administración. Con ello, se conseguiría una monarquía más fuerte que pudiera extender el catolicismo y extirpar a los enemigos de la Iglesia católica. Mencionaba que había muchos clérigos, aunque sin profundizar en el problema tanto como algunos autores de su época, y en 1640 dijo que si estos tenían verdadera devoción nunca habría suficientes. Con respecto la nobleza, se proponía que volviesen a realizar labores administrativas en lugar de ser ociosos. Sobre el pueblo, decía que había que cuidarlo y prestarle atención y alertaba del peligro de que algunos miembros de la aristocracia local encabezasen las causas populares. También criticaba que se marginase a personas que tuviesen antepasados judíos remontándose hasta la cuarta o la séptima generación. Con respecto a los consejos, hablaba de cada uno de forma separada, criticando sus carencias y defectos. Del Consejo de Aragón decía que era el que más necesitado se encontraba de grandes sujetos. También criticaba que el Consejo de Aragón fuese el único presidido por un vicecanciller y que, al mismo tiempo, este territorio fuese el que tenía más problemas de nepotismo, corrupción y parcialidad. Para arreglar los problemas, intentó poner un vicecanciller castellano con Pedro de Guzmán Cobo (primo suyo) en 1623 y con García Pérez de Araciel en 1624, pero ambos murieron antes de ocupar el cargo. El conde de Olivares lograría suprimir el cargo de vicecanciller de Aragón en 1628 y sustituirlo por un presidente que podía ser también castellano. También daba a entender en el Gran Memorial que estaría dispuesto a poner a un presidente aragonés en el Consejo de Castilla. El consejo más satisfactorio para el conde de Olivares era el de Italia, donde había mezclados españoles e italianos. Finalmente, tenía gran importancia en el memorial el concepto de unidad. Se proponía que todos los reinos de Felipe IV contribuyesen igual que Castilla ante los problemas financieros y los gastos en defensa de la monarquía y, del mismo modo, que el rey tomase consejo de representantes de todos sus reinos. Una frase famosa del memorial, chocante para los historiadores, es la que dice que habría que reducir todos los reinos en los que se componía España "al estilo y leyes de Castilla" y, al mismo tiempo, poder celebrar cortes indistintamente en Castilla, Aragón y Portugal y poder escoger ministros de esos territorios indiferentemente.
El 8 de mayo de 1625 el rey le dio al conde-duque de Olivares el cargo de ensayador mayor de la Real Casa de la Moneda de Sevilla para él y sus sucesores, cuando este quedase libre con la muerte de Juana Manrique, condesa de Valencia. El conde-duque tenía derecho a poner a un teniente en su lugar para que ejerciese el oficio y a percibir los beneficios del mismo.
El 26 de julio de 1625 el conde-duque de Olivares presentó su dimisión al rey por escrito. El monarca no la aceptó.
Para agilizar la reforma, creaba juntas para determinadas áreas de la administración que hasta entonces habían estado bajo el control de algún consejo. Había dos juntas creadas en 1622, la de la Armada y la de Comercio. Estaba también la Junta de Reformación, reformada en 1624 para vigilar de forma más eficaz la moral y las costumbres. Otra era la Junta del Almirantazgo, dirigida por Antonio Carnero Trogner, para controlar las compañías comerciales y evitar el contrabando. En 1625 se creó la Junta de Minas, que se centró en las explotaciones mineras. Ese mismo año se fundó también la Junta de Población, Agricultura y Comercio (con mayor envergadura que la de Comercio de 1622), que tenía como propósitos aumentar la población de Castilla (con proyectos como fomentar el asentamiento en España de colonos extranjeros), hacer navegables los ríos y promocionar la industria interior de la lana y la seda. Cuando el conde-duque de Olivares dejó la política, en 1643, había más de treinta juntas y se creó otra más para estudiar su abolición.
Estas juntas solían estar formadas por entre seis y ocho personas, mientras que para la misma labor el Consejo de Castilla necesitaba a veinte individuos para algunos de estos asuntos. Que hubiese menos personas dedicadas a ello daba más agilidad y rapidez. De la misma forma, al ser juntas dedicadas a un tema concreto, se evitaba que los consejos se demoraran por otros asuntos rutinarios. El conde-duque de Olivares estaba satisfecho con el sistema y podía controlar estas juntas pero los consejeros que no habían sido incluidos en ellas eran contrarios a las mismas.
En 1625 la Junta de Población, reunida en la casa del conde-duque de Olivares, propuso crear un monte de piedad en Madrid, a sugerencia de Alberto Struzzi. La mayoría de los regidores se opusieron en votaciones en 1625 y 1627 al ver problemas en su eventual financiación.
También en 1625, el conde-duque de Olivares quiso refundar la Orden de la Banda y premiar con ella a los militares por sus servicios con independencia de su limpieza de sangre. El Consejo de Castilla y la Cámara de Castilla se opusieron y el plan tuvo que ser archivado en el verano 1626.
El 20 de noviembre de 1625 fue nombrado alguacil mayor y alcaide de la cárcel de la Casa de Contratación de Indias.
El 6 de enero de 1626 el conde-duque de Olivares pasó a ser patrón del Colegio de Santo Tomás y del Seminario de los Ingleses de Madrid. Estos patronazgos se incorporaron a su mayorazgo.
Otros problemas eran los económicos. Desde 1618 las acuñaciones de moneda de cobre puro sirvieron para monetizar la deuda y paliar en endeudamiento público, pero provocaron inflación y premio de la plata. El recurso al vellón provocó una disminución del precio de mercado de los juros y una devaluación de los millones, que eran el baluarte de las consignaciones. Por otro lado, en los Países Bajos e Italia se tenía que pagar en moneda de plata pero los ingresos en Castilla eran a menudo en moneda de cobre.
El 7 de octubre de 1621 se redujo un 5% el interés de todos los juros que todavía existían con un interés superior (la mayoría del 7,14%). Una de sus consecuencias fue la devaluación de los títulos, acentuada por las demoras e impagos de los réditos anuales de los juros por las dificultades sufridas por la Real Hacienda en la recaudación de alcabalas y otras rentas. Además, el ahorro privado se sentía menos atraído por los juros porque eran adquiridos por plata pero su importe se percibía en moneda de vellón. Algunos hombres de negocios habían acumulado muchos juros pero encontraban dificultades para colocarlos en el mercado secundario a su precio nominal.
La acuñación de moneda de vellón había sido habitual, con un paréntesis entre 1608 y 1617, y en 1624 circulaban más de 20 millones de ducados de este tipo de moneda, sin contar con la moneda falsa, que en esa época era habitual. Esto produjo en la década de 1620 un fenómeno de inflación y alza de precios. Las Cortes habían acordado pagar 12 000 millones de ducados pero exigían finalizar con las emisiones de moneda de vellón. El 7 de febrero de 1626 el rey dio orden de prohibir las acuñaciones durante veinte años.
Los problemas económicos generados provocaron, el 31 de enero de 1627, que Felipe IV decretase la suspensión de pagos.
El 13 de septiembre de 1627, ante el alza de precios que había provocada por la crisis monetaria, se levantó la prohibición de importaciones de 1623 y se volvieron a fijar los precios, aunque se pusieron un poco por encima de los que había en 1624.
El financiero milanés Gerardo Basso presentó a Felipe IV un arbitrio que se basaba en constituir una compañía bancaria que se encargase de reducir paulatinamente el valor de la moneda de vellón. El rey y el conde-duque de Olivares aceptaron la propuesta y el 27 de marzo de 1627 se crearon las Diputaciones para el Consumo del Vellón, con sede central en Madrid pero con dependencias en otras ciudades. Los españoles podían acudir a estos lugares a a entregar sus monedas de vellón y allí se convertiría una parte del total en plata mientras que el resto sería rebajado, reduciendo su valor original en una cuarta parte. El depositante recibiría un 5% de intereses en moneda de vellón. Se realizaron otras actuaciones tendentes a favorecer el recurso a estos organismos. También se podrían obtener préstamos, como con los erarios. El objetivo era reducir la excesiva presencia de vellón y reducir el valor numerario restante del que siguiera en circulación, dándosele uno más acorde a su calidad. Tras el fracaso de esta medida, el 7 de agosto de 1627 se impuso una deflación, por la cual todo el numerario de vellón perdió la mitad de su valor nominal.
Desde mediados del siglo XVI un puñado de banqueros genoveses (sobre todo las familias Espínola, Centurión e Imbrea) habían dominado las finanzas del rey de España. En agosto de 1626 un grupo de banqueros portugueses ofreció un trato de 400 000 escudos con la corona en Flandes. Con un decreto del 21 de enero de 1627, alentado por el conde-duque de Olivares, se permitió que banqueros portugueses financiasen a la monarquía hispánica. Los banqueros genoveses perdieron influencia. Durante el resto de años que el conde-duque de Olivares estuvo en el poder, recurrió a los banqueros portugueses para evitar que los genoveses pidieran unos intereses demasiado altos para sus préstamos.
Desde 1627 muchos banqueros portugueses se instalaron en Madrid. Como se desconocía la procedencia de su linaje, el conde-duque de Olivares intercedió por ellos ante la Inquisición para que no fuesen perseguidos. El edicto de gracia del 11 de junio de 1627 les permitió confesar sus culpas durante 3 meses y ser admitidos sin más en el catolicismo, el edicto del 11 de mayo de 1628 les permitió celebrar matrimonios mixtos y el edicto del 17 de noviembre de 1629 (previo pago de un donativo de 250 000 cruzados en juros) les permitió gozar de libertad de movimientos. Estos portugueses eran muy impopulares, pero conseguían grandes beneficios económicos.
El centro financiero más importante de Castilla era Sevilla y las transferencias de dinero a Madrid eran pagadas por los hombres de negocio. A partir de la crisis de 1627 la Real Hacienda, más débil a la hora de negociar, empezó a hacerse cargo de esa transferencia y esto derivó en que Madrid se convirtiese en el centro financiero más importante de Castilla.
En 1625 fue nombrado capitán general de la caballería española.
El 14 de junio de 1626 el rey nombró al conde-duque capitán general de las milicias de Sevilla. El 26 de septiembre del mismo año el conde-duque adquirió, por 7 000 ducados, el cargo de correo mayor de las Indias.
En el verano de 1627 Felipe IV se sintió indispuesto. El 23 de agosto de 1627 recayó y llegó a temerse por su vida. El 4 de septiembre el rey empezó a mejorar, el 10 de septiembre ya podía levantarse de la cama y el 19 de septiembre volvió a sus ocupaciones. Durante aquel lapso de tiempo el conde-duque se dio cuenta de que era muy vulnerable ya que la opinión pública le era generalmente hostil, los infantes y sus partidarios conspiraban para derribarlo y su política se veía obstaculizada por las élites urbanas y los ministros más encumbrados, sobre todo los del Consejo de Castilla.
En 1605 se fijó la "tasa del trigo", es decir, un precio máximo para este producto. En 1619 se abolió el precio máximo para que aumentasen los cultivos. Esto provocó que los productores subieran el precio del trigo de forma artificial y no se aumentó la superficie cultivada. En 1628 coincidió una abundante cosecha con escasez de trigo en Madrid. De este modo, los ministros decidieron volver a fijar el precio máximo del trigo al nivel de 1605 con la ley del 11 de septiembre de 1628.
Entre 1629 y 1632 tuvo lugar una depresión de la agricultura en Castilla la Vieja, provocada por la sequía. En Andalucía la cosecha de 1630 fue buena, pero no se podía aprovechar bien eso en otras regiones de España por problemas en las comunicaciones.
En 1589 las Cortes aprobaron el pago de ocho millones de ducados en seis años, para lo cual se decretó que cada localidad emitiera licencias para roturar aunque ellas fueran contrarias a la tradición y a las leyes. Por Real Cédula de 1590 se protegían cañadas y grandes rutas de trashumancia para la Mesta. Sin embargo, se permitía la roturación indiscriminada y la venta de baldíos, lo que provocaba la disminución de los pastos y las quejas de los ganaderos. Miguel Caxa de Leruela, alto oficial de la Mesta, publicó en 1631 un tratado sobre el estado de la ganadería castellana dedicado a una de las personas más consultadas por el conde-duque de Olivares en cuestiones económicas: Francisco Antonio de Alarcón. Para Caxa de Leruela, el mal estado de este sector era la principal causa de la despoblación. En 1633 se decretó que volviesen a ser pastos las tierras comunales que habían sido dedicadas a otros menesteres.
Para defender la política económica del rey y del conde-duque de Olivares, Francisco de Quevedo publicó en 1630 una obra titulada El chitón de las tarabillas. Este escrito tuvo una respuesta, posiblemente de Mateo de Lisón y Viedma, titulada El tapaboca, donde se proponían remedios económicos y se acusaba al conde-duque de Olivares de nepotismo.
El 3 de enero de 1631 se sustituyó el impuesto de los millones por un estanco de la sal, que iba parejo a un impuesto al producto. Las regiones cerealistas y viticultoras de Castilla la Nueva y Andalucía, que eran los que más pagaban con los millones, ganarían con el cambio pero en el norte de España había una gran demanda de sal para la alimentación del ganado y para las conservas de pescado. Por otro lado, Navarra y las Provincias Vascas estaban exentas de pagar el impuesto de los millones pero tendrían que pagar el de la sal.
El clero se quejó por tener que pagar el impuesto de la sal, considerándolo un impuesto no autorizado. Cuando el cabildo catedralicio de Sevilla se quejó del impuesto a la sal, se le pidió que enviase a la corte una delegación formada por tres canónigos y un deán. Emprendieron el viaje pero, el 12 de agosto, los tres canónigos fueron detenidos en Carmona y expulsados de Castilla. Cuando el nuncio Cesare Monti se quejó el conde-duque de Olivares contestó que el rey lo era también del clero y que había precedentes hasta de expulsión de nuncios. El 7 de septiembre se reunió una junta especial para abusos de Roma y la nunciatura, que informó a Monti que no debía inmiscuirse en asuntos políticos y económicos. El nuncio fue, posteriormente, a protestar ante el conde-duque de Olivares.
La negativa de las Juntas Generales vascas al estanco de la sal fue unánime. En mayo de 1631 el Consejo de la Sal dictaminó que el estanco de la sal no suponía ninguna vulneración de los fueros vascos y continuaron los planes para crear unos almacenes (los alfolíes) donde almacenar la sal. Sin embargo, con el impuesto de la sal se terminó por ingresar menos que con los millones. En el verano de 1632 las Cortes de Castilla decidieron volver a poner el impuesto de los millones y quitar el de la sal. Aunque el precio de la sal bajó en Vizcaya, se estableció una legislación que mantenía los alfolíes y el control del precio de la sal. Las autoridades del Regimiento del Señorío de Vizcaya abogaban por la anulación de esta legislación. Las del Regimiento de Bilbao y el teniente de corregidor por mantenerla y que se cumpliese. Esto provocó desórdenes violentos en octubre de 1632. El 22 de octubre asaltaron la casa del alcalde de Bilbao y mataron a cuchilladas a Domingo de Castañeda, procurador de la Audiencia del Corregidor, porque solía denunciar a los que pagaban ilegalmente con oro y plata productos extranjeros importados por mar y porque se había posicionado en juicios contra cabecillas del motín. El 31 de marzo de 1634 Guipúzcoa consiguió el desestanco de la sal y el 12 de mayo lo hizo Vizcaya. Ambas habían ofrecido hombres y otros recursos para la defensa, a diferencia de Álava. El 24 de mayo de 1634 fueron ejecutados seis de los que se amotinaron.
Según el historiador John Elliott fue el conde-duque de Olivares quien animó a Felipe IV a ampliar la residencia que tenía junto al Monasterio de San Jerónimo, en lo que eran las afueras de Madrid, para construir una residencia rodeada de jardines. Las obras comenzaron en 1629 con fondos del presupuesto secreto del rey. Este real sitio, construido por el arquitecto Alonso Carbonel, recibiría el nombre del Buen Retiro. El 27 de julio de 1630 el rey le concedió al conde-duque de Olivares la alcaidía del Buen Retiro. Por Real Cédula del 8 de agosto de 1632 pudo incorporar esta alcaidía a su mayorazgo para sus sucesores. El nuevo real sitio fue inaugurado en diciembre de 1633. Después de su construcción, el conde-duque de Olivares pasó diez años llenándolo de casi un millar de obras de arte, entre las cuales había pinturas de autores españoles e italianos, así como tapices flamencos. El recinto, ahora ocupado en parte por el actual parque del Retiro, llegó originalmente hasta el actual paseo del Prado y la actual plaza de Cibeles.
Aunque el escritor Francisco de Quevedo había apoyado al conde-duque de Olivares y había sido persona grata en palacio hasta 1634, posteriormente se apartó y criticó al conde-duque y a su camarilla. Entre 1635 y 1636 terminó de escribir la obra La hora de todos y la fortuna con seso, publicada póstumamente en Zaragoza en 1650, contra este valido. El 7 de diciembre de 1639 se presentaron en su domicilio alcaldes de la Corte, fue arrestado y llevado al Convento de San Marcos de León, donde tuvo que permanecer hasta junio de 1643.
El 19 de octubre de 1642 el conde-duque de Olivares escribió al rey para anunciarle la detención de otro escritor, Juan Adam de la Parra, acusado de difamar a los ministros. También estuvo detenido en León hasta 1643.
La plata que llegó en galeones en 1639 era incapaz de hacer frente a los enormes gastos. En 1640 hubo una gran escasez de plata y no estaba previsto que llegase otra flota con este metal hasta 1641. Por ello, en noviembre la corona impuso un nuevo impuesto, llamado "donativo general por fuegos" (los fuegos eran unidades fiscales), que ascendía del medio real a los ocho reales y que debía recaudarse cada mes en todas las casas castellanas. Esto generó un gran descontento. En Tarifa gentes del pueblo mataron al funcionario encargado de recaudarlo y se fueron al otro lado del estrecho de Gibraltar, donde tomaron una fortaleza mora y se prepararon para resistir cualquier ataque.
Entre 1641 y 1642 se produjo una exagerada inflación de los precios en vellón. Para solucionarlo, el 15 de septiembre de 1642 el gobierno decretó una deflación gigantesca. En la pragmática se mermaba la cotización de las piezas de doce y ocho maravedíes a dos, las de seis y cuatro a uno y las de un solo maravedí a una blanca. Esto provocó una pobreza inmensa en Castilla.
La pobreza en Castilla provocó una disminución en la recaudación de impuestos, que dificultó a su vez los asientos con los banqueros. En 1642 las peticiones de dinero de la hacienda real para el año siguiente tuvieron que reducirse de 15 millones de ducados a 6 y luego a 4. Las negociaciones, llevadas a cabo por el conde-duque, se prolongaron hasta enero de 1643.
Otros cargos que tuvo fueron: alguacil mayor perpetuo de la Inquisición de Sevilla (1634), alguacil mayor de Coria del Río (1635), 
alcaide perpetuo de la Casa Imperial de Yuste (1638), tesorero general de la Corona de Aragón (1639) y regidor perpetuo de las ciudades y villas con voto en Cortes (1640).

### Política en otros territorios españoles, diplomacia y guerras

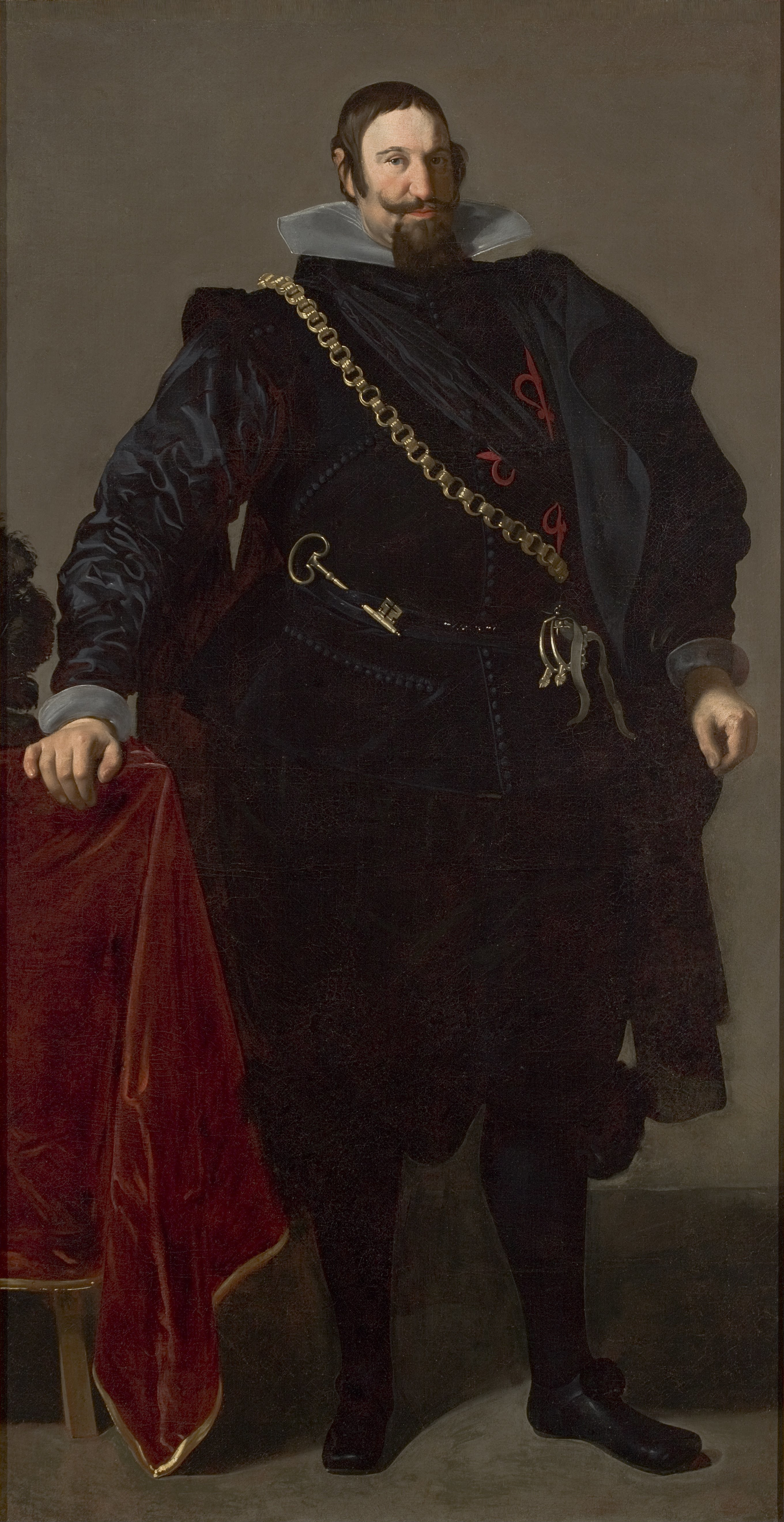
Retrato de Gaspar de Guzmán, atribuido a Diego Velázquez (1624), Museo de Arte de São Paulo.

Para mejorar las relaciones con Inglaterra se planeó un matrimonio entre la infanta española María Ana y el príncipe de Gales, Carlos. Parece ser que la infanta María Ana no quería casarse con un protestante y el conde de Olivares recibió instrucciones del rey para evitar la boda. Otros ministros españoles eran favorables al matrimonio y animaron al conde de Olivares a acordarlo, pero él declararía años más tarde tuvo que ser él solo el que evitó ese enlace. La alianza de España con Inglaterra era conveniente, en tanto que ayudaría a aislar a los protestantes de Países Bajos y, según el conde de Godomar, protegería de ataques ingleses a España y sus territorios en las Indias.
En noviembre de 1622 Jacobo I de Inglaterra envió a España a Endymion Porter para hablar con el conde de Olivares. Pidió al conde de Olivares que le confirmase algo en lo que según el embajador, conde de Bristol, se había comprometido Felipe IV: que se iban a usar tropas españolas para hacer a Federico V del Palatinado elector palatino, pero eso implicaba combatir contra el Sacro Imperio y el conde de Olivares se negó. También fingió ignorar la posibilidad de un matrimonio entre la infanta María Ana y el príncipe de Gales.
En diciembre de 1622 el conde de Olivares propuso al Consejo de Estado intentar que el príncipe de Gales se casase con la hija mayor del emperador del Sacro Imperio y que su eventual hijo recibiese una educación católica. El Consejo de Estado se opuso por temor a que esto causase algún conflicto con Inglaterra.
Entre el 9 de marzo y el 7 de septiembre de 1623 estuvieron en España el príncipe Carlos de Gales y el duque de Buckingham, principal ministro del rey de Inglaterra. Era preciso que fuesen recibidos por una figura española análoga y se escogió al conde de Olivares, que habló con ellos del matrimonio de la infanta María Ana con el príncipe británico.
El 12 de abril de 1623 el papa concedió una dispensa para hacer posible el matrimonio entre Carlos y María Ana, pero con garantías religiosas para la infanta, sus criados y sus vástagos, así como con la aprobación del Parlamento inglés y del Consejo Privado de Inglaterra. El conde de Olivares no creía que Jacobo I de Inglaterra o su hijo Carlos fuesen a derogar las leyes contra los católicos en su país y no autorizó que la infanta se fuese a Inglaterra hasta que no se cumplieran las promesas de derogarlas. Tras la dispensa papal, se convocó en España una junta de 40 teólogos que se reunió el 26 de mayo para decidir si era adecuado el matrimonio. La junta dictaminó el 2 de junio que el matrimonio sería provechoso si el rey de Inglaterra cumplía con las condiciones de la dispensa papal y que, si se decidía el matrimonio, la infanta debería permanecer en España por lo menos un año, hasta que se derogasen las leyes contra los católicos en Inglaterra. El conde de Olivares le comunicó el dictamen de la junta al duque de Buckingham, que se mostró contrario al mismo. El diplomático inglés Francis Cottington y el confidente del conde de Olivares, marqués de Hinojosa, fueron a Inglaterra a comunicar la situación. Jacobo I decidió plegarse a las condiciones españolas. Carlos decidió aceptar todas las condiciones españolas el 17 de julio. La noticia se celebró en Madrid con fuegos artificiales y se permitió a María Ana y a Carlos ser vistos juntos en público. El 7 de septiembre Carlos juró las condiciones, que habían sido sancionadas por su padre y por el Consejo Privado de Inglaterra. No obstante, Carlos no confiaba en que los españoles fuesen a cumplir su parte y, aunque envió una carta a Felipe IV reiterando su deseo de casarse con María Ana, para ahorrarse la humillación de verse rechazado retiró al embajador, conde de Bristol, los poderes que tenía para concluir los esponsales.
Entre 1621 y 1622 España creó la flota de Dunkerque, con la que causó estragos en los barcos de guerra y la flota pesquera neerlandesa durante más de veinte años.
Era necesario cortar a los barcos de los Países Bajos el acceso a las rutas fluviales. Bruselas era la capital de los territorios leales al monarca español en esa región. En enero de 1624 se decidió, previa consulta con Bruselas, cerrar a los barcos neerlandeses las esclusas de los ríos Escalda, Mosa, Rin y Lippe. Esto provocó una disminución de los ingresos de Bruselas, que recibía dinero por el uso de esos ríos, y el bloqueo se interrumpió en 1629.
Por Cédula Real del 4 de octubre de 1624 se creó un Almirantazgo, con sede en Sevilla, en el que se integrarían flamencos leales y sus descendientes, así como alemanes. El objetivo era conceder privilegios y prerrogativas a los que comerciasen con territorios situados al norte de Andalucía. El Almirantazgo contaba con una escuadra propia para realizar su comercio, que viajaría hasta Flandes. A este Almirantazgo se le dotó de la facultad, consignada el 15 de octubre de 1625, de incautar mercancías transportadas en barcos de rebeldes.
En mayo de 1624 los neerlandeses conquistaron Bahía, en Brasil, y en 1625 un contingente dirigido por Fadrique de Toledo logró recuperar la plaza.
En febrero de 1623 Maximiliano de Baviera fue hecho elector del Palatinado.
En 1623 llegó al papado Urbano VIII con la ayuda de Francia. En la Francia de Luis XIII, el 29 de abril de 1624, el cardenal Richelieu fue admitido en el consejo real. El cardenal Richelieu convenció al papa Urbano VIII de la conveniencia de casar a Enriqueta María de Francia, hermana de Luis XIII de Francia, con el príncipe de Gales y el pontífice autorizó el matrimonio. En mayo de 1625 el ya rey Carlos I de Inglaterra se casó con Enriqueta María.
Las fortalezas de la Valtelina, que habían sido enclaves españoles, estaban bajo control del papado desde 1622. En noviembre de 1624 un ejército franco-suizo (siguiendo lo acordado por Francia, Saboya y Venecia) fue a arrebatar las fortalezas al papa y a devolver el territorio a los protestantes. El papa pidió ayuda al duque de Feria y este logró acantonarse en la fortaleza de Riva, aunque el resto de las fortalezas fueron arrebatadas. El papa mandó a París al cardenal Francesco Barberini para llegar a un acuerdo sobre esto.
En marzo de 1625 Francia y Saboya fueron a conquistar Génova. El duque de Feria por tierra y el marqués de Santa Cruz por mar lograron socorrer a Génova y derrotar a los atacantes.
Con respecto a la guerra en Flandes, en junio de 1625 Ambrosio Spínola conquistó Breda, lo que fue muy celebrado en Madrid.
En 1625 el marqués de Montesclaros y el conde de Monterrey insistieron en el Consejo de Estado que España debería invadir Francia, pero el conde-duque de Olivares se opuso.
En septiembre de 1625 los neerlandeses fracasaron en su intento de tomar Puerto Rico.
El 1 de noviembre de 1625 apareció una escuadra anglo-neerlandesa de 90 naves frente a las costas de Cádiz. Fernando Girón contaba, para la defensa de la plaza, con 14 galones que habían regresado de Brasil. Los nobles se dirigieron a Andalucía en gran número para participar en la lucha. No obstante, las tropas anglo-neerlandesas, dirigidas por Edward Cecil, se mostraron incapaces. Volvieron a embarcar y se dirigieron a la costa de Portugal donde, ante el mal tiempo, decidieron regresar a su país. El 29 de noviembre la flota de Indias pudo llegar a Andalucía con total normalidad.

Unión de Armas propuesta por Olivares.

En este contexto, el 15 de octubre de 1625, el conde-duque de Olivares preparó un documento sobre ayuda mutua entre los reinos españoles en materia de defensa. Expuso esto en el Consejo de Estado el 13 de noviembre de 1625. En diciembre del mismo año dirigió una carta a Fernando de Borja, virrey de Aragón, diciendo que, desde que entró a servir a Felipe IV, había intentado encontrar una forma de que sus reinos "fuesen entre sí cada uno para todos y todos para uno". El conde-duque de Olivares deducía que no sería fácil convencer a esos territorios para su proyecto: la Unión de Armas.
Para llevar a cabo la Unión de Armas en 1626 fueron convocadas cortes en Aragón, Cataluña y Valencia en presencia del rey.
El conde-duque de Olivares había previsto que Aragón aportase 3 333 hombres listos para la guerra y 10 000 reservistas. Las Cortes de Aragón, que empezaron en Barbastro y terminaron en Calatayud, aprobaron el pago de 144 000 libras jaquesas a pagar en 15 años con las que solamente se podían costear 2 000 hombres.
Se preveía que Valencia aportase 6 000 hombres pagados. Las Cortes de Valencia, reunidas en Monzón, finalmente aportaron 1 080 000 libras valencianas, suficientes para mantener a 1 000 soldados durante 15 años.
Paralelamente, el cardenal Richelieu mandó a España a Du Fargis para hablar de la Valtelina. El conde-duque de Olivares y Du Fargis firmaron el Tratado de Monzón el 5 de marzo de 1626. España hacía una concesión reconociendo la soberanía de las Tres Ligas protestantes sobre la Valtelina a cambio de garantías de autonomía, del libre ejercicio del catolicismo y la retirada de las tropas francesas de aquel valle. El acuerdo generó indignación dentro de Francia y entre sus aliados (Venecia, Saboya y Países Bajos) y el cardenal Richelieu decidió repudiar a Du Fargis por firmar aquello sin su consentimiento.
La Corona solicitaba en Cataluña 16 000 soldados pagados. Las Cortes de Cataluña se reunieron en Barcelona. El 16 de abril de 1626 el conde-duque de Olivares les planteó, en nombre del rey, aportar esa cantidad de hombres y las cortes catalanas degeneraron en violentos altercados. Para conseguir un acuerdo, el conde-duque de Olivares pidió 250 000 libras barcelonesas al año durante 15 años en vez de soldados, pero los catalanes plantearon una cifra que rozaba 1 millón en 15 años. El 17 de abril el rey y el conde-duque de Olivares abandonaron Barcelona sin previo aviso.
Cuando el rey y su séquito regresaban de Barcelona pararon en Zaragoza para oír misa en el Pilar. Al regresar a Madrid, el 14 de mayo, el conde-duque de Olivares enfermó y se mantuvo convaleciente hasta junio.
El marqués de Leganés, hombre de confianza del conde-duque de Olivares, llegó a Bruselas el 9 de septiembre de 1627 para negociar la incorporación de los territorios de esa región leales al rey de España a la Unión de Armas. Tras tratar con las diversas provincias, se comprometieron a aportar 12 000 hombres pagados.
La alianza entre Francia e Inglaterra iba a ser difícil de mantener cuando los franceses aplastasen la rebelión de los protestantes hugonotes de La Rochelle. Por ello, el cardenal Richelieu, a través del embajador Du Fargis, le propuso al conde-duque de Olivares una alianza franco-española en julio de 1626 y este aceptó.
Paralelamente, entre finales de 1626 y comienzos de 1627 el duque de Buckingham quiso llegar a un acuerdo con España. En 1627 el conde-duque de Olivares autorizó a Isabel Clara Eugenia de Austria, gobernadora en Flandes, a negociar con él. España entró, pues, en un doble juego con Francia e Inglaterra. No obstante, por estas fechas el cardenal Richelieu renovó un tratado con los rebeldes neerlandeses por los cuales les concedía subsidios.
El 22 de marzo de 1627 Du Fargis y el conde-duque de Olivares acordaron una alianza ofensiva contra Inglaterra, que se vio ratificada por Felipe IV el 20 de abril.
El 4 de julio de 1627 zarpó de Inglaterra una flota, capitaneada por el duque de Buckingham, para apoyar a los hugonotes en La Rochelle. Cuando llegaron a la isla de Ré, que se encuentra frente a La Rochelle y que era leal a Luis XIII de Francia, la cercaron y atacaron. El 26 de octubre partió de La Coruña una flota española al mando de Fadrique de Toledo para socorrerla. Sin embargo, para entonces los franceses ya habían logrado romper el cerco y forzar a la retirada a los ingleses.
En 1613 Saboya había intentado hacerse con Monferrato, pero España se lo impidió. Desde entonces, España, interesada en ese territorio, había propuesto en alguna ocasión cambiar al duque de Mantua y marqués de Monferrato ese marquesado por el condado milanés de Cremona.
En 1627 enfermó Vicente II Gonzaga, duque de Mantua y marqués de Monferrato. Los dos territorios eran feudos del emperador Fernando II de Austria. Vicente II tenía como sucesora a una sobrina, María, nieta de Carlos Manuel I de Saboya. La sucesión por vía femenina estaba permitida en Monferrato pero no en Mantua. El candidato varón mejor posicionado era Carlos, duque de Nevers, jefe de la rama francesa de los Gonzaga, pero también podían aspirar al título Ferrante, duque de Guastalla y comisario imperial, y Carlos Manuel I de Saboya.
Según el conde-duque de Olivares, cuanto llegó a Madrid la noticia de la enfermedad de Vicente II, convocó al Consejo de Estado. Se acordó ofrecer al duque de Nevers apoyo español y casar a su hijo, el duque de Rethel, con María. El 26 de diciembre de 1627 Vicente II falleció y, de nuevo según el conde-duque, la noticia de su muerte llegó a Madrid muy tarde: el 11 de enero de 1628. Esta demora dio al duque de Nevers un tiempo precioso para organizarse por su cuenta.
El duque de Rethel se casó, sin permiso del Sacro Imperio ni de España, con otra persona en vez de con María. El conde-duque de Olivares escribió un memorial al rey de España diciendo que "mortificar al duque de Nevers y al de Rether es justificadísimo" y que de esta mortificación se podría sacar algún trato. Una junta de teólogos española aprobó que el ejército de Milán, capitaneado por Gonzalo Fernández de Córdoba y Cardona ocupase parte del Monferrato en nombre del emperador Fernando II, con apoyo de los duques de Saboya y Guastalla, para reforzar la autoridad imperial.
El 29 de marzo de 1628 las tropas de Gonzalo iniciaron la invasión de Monferrato, pero este solo contaba con un ejército reducido y con escasos fondos. El 28 de octubre de 1628, mientras Gonzalo estaba sitiando Casale Monferrato, los franceses lograron doblegar a los hugonotes de La Rochelle. El ejército francés se vio libre para intervenir en Italia, lo cual hizo a partir de marzo de 1629, derrotó a los saboyanos en Susa. Entonces Carlos Manuel I de Saboya firmó dos tratados de paz con los franceses. En Susa se acordó que Francia ofrecía a Saboya parte del territorio que el duque de Nevers tenía en el marquesado de Monferrato si concedía derecho de paso a las tropas francesas en su camino hacia el Monferrato y le prestaba su ayuda para expulsar al ejército de Gonzalo que sitiaba Casale en el caso de que el español se negase a firmar. Gonzalo, que contaba con pocos medios y temía por la seguridad de Milán y Génova, terminó por firmar el acuerdo. Esta guerra continuó. Gonzalo fue sustituido por Spínola. En 1630 los españoles y los imperiales asediaron Casale y Mantua. El conflicto terminó con la firma del Tratado de Cherasco en 1631. El duque de Nevers se quedó con Mantua y parte del Monferrato. El cardenal Richelieu pudo presentar ante sus detractores internos que su política en Italia no había sido en vano, ya que Francia se quedaba con la plaza saboyana de Piñerol. Saboya obtuvo compensaciones territoriales pero España no ganó nada.
El 8 de septiembre de 1628 los rebeldes neerlandeses se apoderaron de una flota española de 20 barcos con 1 millón de ducados de plata que se encontraba en el puerto cubano de Matanzas. Este fue un golpe durísimo para la maltrecha economía española. El capitán Juan de Benavides Bazán, responsable del desastre, fue encarcelado, juzgado y ejecutado en 1634.
El 10 de abril de 1629, llegó a la Corte la noticia de que estaban ya en España unos barcos con 4 millones en plata de Perú, uno de los cuales pertenecía a la Corona y el resto a particulares. Dada la calamitosa situación de las finanzas reales, el rey ordenó secuestrar 1,5 millones (cifra que después se reduciría a 1 millón) en calidad de préstamo forzoso a los particulares. El 10 de mayo confiscó los intereses de ese año sobre los juros que fuesen de extranjeros.
En 1629 Spínola fue a servir en Italia. A cargo del ejército en Flandes se puso a Enrique van den Bergh y las cosas empeoraron para el rey de España: el 19 de agosto perdió Wesel y el 14 de septiembre Bolduque.
En 1630 los neerlandeses rebeldes tomaron Olinda y Recife, en la capitanía de Pernambuco. En 1633 tomaron Ceará e Itamaracá y en 1635 Paraíba, Porto Calvo, Igaraçu, Río Grande del Norte y el Cabo de Santo Agostinho. De esta forma, se hicieron con un amplio territorio en Brasil.
El 15 de noviembre de 1630 se firmó la paz entre Inglaterra y España. El 12 de enero de 1631 el embajador inglés Francis Cottington llegó a un acuerdo secreto con el conde-duque de Olivares, que debía ser ratificado por los reyes de Inglaterra y España. Según este acuerdo, ambos se aliaban contra las Provincias Unidas de los Países Bajos a cambio de que España le diese a Inglaterra 100 000 escudos al mes mientras durase la guerra y la isla de Zelanda si ganaban. El acuerdo no se aplicó por reticencias inglesas, ya que no querían poner en peligro a la importante colonia inglesa que había en los Países Bajos ni indisponerse con los neerlandeses que residían en los puertos ingleses.
En 1631 los católicos Sacro Imperio y de la Liga Católica Alemana fueron derrotados en la Batalla de Breitenfeld por una alianza entre el Principado de Sajonia y el Reino de Suecia. Esto convirtió el norte de Alemania en protestante. En agosto de 1632 los españoles perdieron Maastrich. Estos dos hechos comprometieron enormemente la defensa española de Flandes. En noviembre de 1633 Carlos I de Inglaterra designó al conde de Portland, a Francis Cottington y a Francis Windebank para negociar una alianza con España. En el verano de 1634 se llegó a un principio de acuerdo secreto parecido al de 1631. Para la alianza con Inglaterra los españoles debían ceder en el Palatinado y estos no estaban dispuestos, de modo que no llegó a materializarse.
El 12 de abril de 1632 el rey Felipe IV y el conde-duque de Olivares salieron de Madrid y, pasando por Valencia, acudieron a las Cortes de Cataluña en Barcelona. Estas fueron presididas por el cardenal-infante Fernando de Austria. Los consejeros del Consejo de Ciento querían el privilegio de la cobertura, reservado a los grandes de España. Según el historiador John Elliott lo más probable es que esto fuese una estrategia para obstaculizar las Cortes y evitar que hiciesen cambios en la Diputación del General del Principado de Cataluña, salpicada por escándalos administrativos. Finalmente, el conde-duque de Olivares optó por prorrogar las Cortes y por mandar al cardenal-infante a revisar las fortalezas de Gerona.
En 1634 el cardenal-infante Fernando de Austria arrolló al ejército del sueco Gustaf Horn y de Bernardo de Sajonia-Weimar en Nördlingen.
En 1634 el Consejo de Estado recomendó que los nobles ocupasen el papel de coroneles y que mantuvieran regimientos a su costa. Los duques protestaron y alegaron no tener recursos para ello. Algunos fueron obligados a quedarse en sus señoríos por negarse a obedecer. El conde-duque de Olivares formó un regimiento propio de 1 500 hombres. Ese año se crearon catorce juntas para la movilización para la guerra, dedicadas a materias financieras, de reclutamiento o de armamento.
En 1635 la familia noble alemana de los Metternich y sus aliados (con el apoyo del cardenal-infante, que envió a sus tropas desde Luxemburgo) se apoderaron del electorado de Tréveris, arrestaron al arzobispo elector Philipp Christoph von Sötern (que seguía sistemáticamente una política profrancesa) y lo entregaron al emperador, que tomó la fortaleza más importante de Tréveris, Ehrenbreitstein.
El 19 de mayo de 1635 Francia declaró la guerra a los Austrias. Ponían como excusa el apresamiento del elector de Tréveris y un plan español para invadir Francia y poner en el trono a Gastón de Orleans, hermano pequeño de Luis XIII y enemigo del cardenal Richelieu.
Posteriormente, el cardenal Richelieu entabló relaciones con el duque de Rohan, que llegó a Coira, obligó a los cantones suizos a dejar pasar a sus 5 000 soldados y ocupó la Valtelina. El cardenal Richelieu apoyaba que la Valtelina fuese católica, lo que disminuyó el apoyo de las Tres Ligas. El 24 de septiembre de 1636 las Tres Ligas rompieron su relación con Francia y se aliaron con el Milanesado y el Imperio. El duque de Rohan tuvo que llegar a un acuerdo en 1637 y abandonar el lugar. El 3 de septiembre de 1639 se firmó el tratado de Milán, en el que los españoles reconocieron la soberanía de las Tres Ligas sobre la Valtelina, se establecía la religión católica en la región, se permitía a los protestantes quedarse solo temporalmente, se impedía cualquier relación de las Tres Ligas con el rey de Francia y las tropas españolas conseguían el derecho exclusivo a transitar por ese valle. A cambio, España debía dar retribuciones y pensiones, así como ventajas económicas y comerciales.
El 26 de julio de 1635 el cardenal-infante logró tomar Schenkenschanz, de gran valor estratégico. No obstante, esta plaza fue recuperada por Federico Enrique de Orange-Nassau el 30 de abril de 1636.
El duque de Villahermosa, presidente del Consejo de Portugal e íntimo amigo del conde-duque de Olivares, propuso nombrar virreina de Portugal a Margarita de Saboya, ya que tenía sangre de antiguos reyes de Portugal. Esta llegó a Lisboa a finales de 1634. En la corte esperaban que ella lograse que los portugueses pagasen un contingente militar con el que recuperar los territorios perdidos en Brasil pero esta no tuvo éxito en la tarea. A los ministros del rey se les ocurrió que se realizasen en Portugal unas contribuciones de carácter local, en las que cada región decidiese cómo conseguir el dinero. El corregidor de Évora intentó recaudar estas contribuciones pero se produjo un motín que se extendió, en el verano de 1637, por casi todo el Alentejo, el Algarve y Ribatejo. El conde-duque de Olivares envió a Évora a dos delegados, el jesuita Manso y el dominico Juan de Vasconcellos (este último natural de Évora), para solicitar a los rebeldes que, en vez de pagar un impuesto, hicieran un donativo. Sin embargo, los rebeldes también se negaron. Vasconcellos escribió una carta diciendo que la rebelión portuguesa "no es por el huevo, sino por el fuero".
En 1637 el conde-duque de Olivares mandó a Vila Viçosa a Miguel de Salamanca para que le trasladase al duque de Braganza expresiones de estima y una relación de los hechos y para que averiguase lo que opinaba él de todo aquello. En la relación de los hechos se explicaba que los portugueses no querían aportar ni siquiera ocho galeones para recuperar los territorios en Brasil, mientras que los castellanos habían aportado un millón y medio de ducados. A instancias de Diego Suárez, del Consejo de Portugal, otro miembro de este mismo consejo, el conde de Linhares, fue enviado también a Vila Viçosa a persuadir al duque de Braganza para que se ofreciera como mediador. Luego, el conde de Linhares fue a Évora a negociar con los rebeldes. Sin embargo, todas estas medidas conciliadoras fracasaron.
El 30 de enero de 1638 el conde-duque de Olivares escribió al conde de Basto que si el rey no podía castigar un motín en tres provincias portuguesas no podría ser tenido como rey de Portugal. Por ello, se enviaron tropas para reprimir la rebelión, que fue sofocada. El 5 de marzo Felipe IV ofreció un perdón general, del que quedaban excluidos los cabecillas del levantamiento.
Para costear la guerra con Francia, el 13 de diciembre de 1635 las Cortes de Castilla acordaron el pago de 9 millones de ducados de plata. El conde-duque de Olivares convenció al banquero genovés Carlos Strata para acordar un asiento de 2 150 000 de escudos para la corona.
El conde-duque de Olivares quiso invadir Francia desde Cataluña. En 1637 un ejército español puso sitio a Leucate. En dicho contingente estaba el regimiento del conde-duque, comandado por el marqués de Mortara. Las tropas españolas fueron derrotadas el 28 de septiembre.
Federico Enrique sitió Breda, que se perdió el 10 de octubre de 1637. El cardenal-infante escribió una carta en la que decía que se había exagerado el valor de esa plaza.
En 1637 el conde-duque de Olivares escribió un extenso memorial, titulado por los historiadores John Elliott y José Francisco de la Peña Reformación en tiempo de guerra, donde criticaba a los enemigos de la patria y a las élites que se enriquecían con los impuestos pagados por los trabajadores castellanos y donde se quejaba de que su programa de reformas hubiese sido apartado por estar en tiempos de guerra.
Entre julio y septiembre de 1638 los franceses pusieron sitio a Fuenterrabía. Para poder seguir el asedio, el conde-duque de Olivares trasladó a Fernando Ruiz de Contreras y su secretaría de la guerra a una galería cercana a sus aposentos de palacio. El consejero de guerra Pedro Pacheco, marqués de Castrofuerte, se aseguraba de que se cumplieran las órdenes del conde-duque.
Por entonces se envió a La Coruña la orden a Lope de Hoces y Córdoba de que rompiese el bloqueo de una escuadra francesa capitaneada por el arzobispo de Burdeos. Lope solo disponía de doce galeones en disposición de navegar, pero obedeció la orden y se enfrentó a los franceses en Guetaria el 22 de agosto de 1638, resultando el encuentro en derrota para los españoles.
En Fuenterrabía las tropas españolas, bajo el mando del almirante de Castilla, lograron resistir. El 7 de septiembre de 1638 el marqués de Mortara logró romper el cerco e hizo huir a los franceses de Enrique II de Borbón-Condé.
Tras conseguir varios triunfos en el transporte de hombres a Flandes se dio la orden de que se enviase hasta Dunkerque una gran armada cargada con tropas de refuerzo y plata. El 6 de septiembre de 1639 zarpó de La Coruña una flota formada por más de cien barcos 6 000 hombres de tripulación, 8 000 de la marina de guerra y 8 500 soldados de infantería destinados a Flandes. La armada española, al mando de Antonio de Oquendo, combatió entre el 16 y el 18 de septiembre contra los barcos de Maarten Harpertszoon Tromp y tuvo que refugiarse en las Dunas durante un mes. En ese tiempo, muchos soldados llegaron a tierra en barcos pesqueros, por lo que el cardenal-infante pudo recibir probablemente entre un 70 y un 80 por ciento de los hombres que le correspondían. En octubre Oquendo intentó romper el cerco, resultando la batalla en una desastrosa derrota para España.
En noviembre de 1639 se juntó una armada de 10 000 hombres y 80 barcos al mando del conde de la Torre para recuperar Pernambuco, en Brasil. Sin embargo, el conde la Torre resultó incompetente. El 12 de enero de 1640, cerca de Itamaracá, tuvieron que hacer frente a una flota neerlandesa con la mitad de barcos. El conde de la Torre decidió retirarse a Bahía y dejó que su armada se dispersase.
Durante el reinado de Felipe IV, la Diputación del General del Principado de Cataluña no había sido especialmente activa, pero todo cambió cuando se encargó de ella Pau Claris, canónigo de la Seo de Urgel, a partir de 1638. Entonces se sucedieron enfrentamientos con el virrey de Cataluña, conde de Santa Coloma.
En julio de 1639 las tropas francesas tomaron la plaza española de Salses-le-Château, una posición clave del Rosellón, y los ejércitos del rey de España la reconquistaron con un prolongado asedio, que tuvo lugar entre septiembre de 1639 y enero de 1640. Los catalanes contribuyeron a la conquista sufriendo probablemente unas 7 000 bajas, entre las cuales había unos 200 nobles e hidalgos. Sin embargo, las aportaciones catalanas fueron obtenidas con gran dificultad desde octubre de 1639 por los oficiales reales y los jueces de la audiencia, que actuaron siguiendo órdenes superiores. Estas órdenes conculcaban las constituciones catalanas, que impedían la movilización de recursos necesarios para la guerra. Esto provocó una creciente oleada de indignación en la región.
En 1640 el conde de Santa Coloma recibió instrucciones para conseguir 5 000 soldados catalanes pagados para la próxima campaña. Se planeó volver a convocar las Cortes de Cataluña para abril. El conde-duque de Olivares quería que, en ellas, se modificasen las constituciones catalanas para que esta región contribuyese de forma regular a las necesidades fiscales y militares de la corona.
El conde-duque de Olivares planeaba invadir Francia y pidió que el ejército, formado por unos 8 000 soldados de infantería más la caballería, se alojase en Cataluña hasta que empezase la temporada de campañas, en primavera. Las constituciones catalanas especificaban que era obligatorio que los habitantes diesen a las tropas cama, mesa, luz, servicio, sal, vinagre y agua. Nada más. Sin embargo, en la corte se esperaba que la población local alimentase a los soldados. Esto generó quejas de los diputados y de las autoridades municipales de Barcelona al virrey, que se limitó a informar a Madrid de que por el descontento se estaban produciendo desórdenes.
El rey aprobó la detención de los políticos catalanes y el 18 de marzo de 1640 se detuvo a un miembro de la Diputación del General, Francesc de Tamarit.
El 30 de abril de 1640, en Santa Coloma de Farnés, fue quemado vivo un alguacil que iba a alojar a tropas en aquel pueblo. El virrey ordenó una acción punitiva y el 14 de mayo los tercios llegaron a esa aldea, la encontraron desierta, y la arrasaron. Sin embargo, los campesinos empezaron a levantarse por toda la provincia de Gerona. El 22 de mayo, rebeldes del Vallés fueron a Barcelona y liberaron a Tamarit y a dos consejeros que estaban presos con él.
Paralelamente, en 1640, los españoles sitiaron Casale Monferrato pero fueron puestos en retirada y sufrieron numerosas bajas por un contingente fanco-saboyano comandado por el conde de Harcourt.
El 7 de junio, día del Corpus Christi, rebeldes armados tomaron Barcelona acompañados de los segadores que, tradicionalmente, por esas fechas, iban a la ciudad a vender su siega. Atentaron contra el palacio del virrey, contra las casas de sus oficiales y contra las de los jueces de la audiencia. El conde de Santa Coloma intentó huir por mar, pero fue asesinado a cuchilladas en la playa. Este hecho fue conocido como Corpus de Sangre.
El 11 de junio de 1640 se nombró como nuevo virrey al duque de Cardona. Este se lamentó de que los diputados y las autoridades municipales de Barcelona no contribuyesen a frenar al ejército de campesinos, que por entonces la había emprendido contra los ricos y los personajes influyentes de la región. El duque de Cardona fallecería el 22 de julio.
El 21 de julio hubo un levantamiento popular en Tortosa, un puerto clave para enviar tropas a Italia. Entonces el conde-duque de Olivares decidió abandonar la política de conciliación y adoptar la de la fuerza. Su plan era que el rey convocara las cortes de Aragón y Valencia y una visita real a una Cataluña pacificada. Para dicha pacificación, intervendría el ejército real, que liberaría al clero y a la nobleza de la opresión del pueblo. Luego, el rey presidiría en Cataluña unas nuevas cortes en las que se harían los cambios legales necesarios. La Junta de Ejecución y el Consejo de Estado apoyaron al conde-duque de Olivares.
El 13 de junio de 1640 Jaques de Bretch, secretario del Consejo de Flandes, fue recibido por el cardenal Richelieu para entablar conversaciones de paz. Llevaba dos cartas del conde-duque de Olivares. Los requisitos puestos por España para la paz eran la devolución de Lorena a su duque, la devolución de Alsacia y Breisach al emperador, la evacuación de Brasil de los neerlandeses a cambio de ciertas compensaciones, disolución de la Compañía Neerlandesa de las Indias Orientales y la devolución de Maastricht y de uno de los pasos del Rin. El cardenal Richelieu dijo que aquellas propuestas eran inaceptables y que solo querían sembrar la discordia en Francia y con sus aliados. Al día siguiente tuvo lugar otro encuentro infructuoso. El 1 de agosto fue a Madrid e informó al conde-duque del fracaso de su misión.
El 7 de septiembre de 1640 representantes catalanes y franceses firmaron el Pacto de Ceret, por el cual el rey de Francia daba ayuda militar a los rebeldes catalanes para la creación de una república bajo la protección de Francia. El mismo septiembre, Claris convocó la Junta General de Brazos de Cataluña, unas cortes sin rey que se dedicarían a la dirección política y financiera de la resistencia, a justificar ideológicamente la secesión y a hacer cumplir a Francia su compromiso.
Por octubre de 1640 estuvo circulando por Madrid un panfleto titulado Proclamación católica, del agustino Gaspar Sala y Berart. Venía a decir que el conde-duque de Olivares y el protonotario Jerónimo de Villanueva habían causado la ruina de la monarquía hispánica con sus desastrosas innovaciones y sus malas políticas. El conde-duque le dio instrucciones a su bibliotecario, Francisco de Rioja, para redactar otro panfleto respondiendo a las críticas. Este fue titulado Aristarco. En él se explicaba, entre otras cosas, que cuando amenazaba la ruina el rey tenía derecho a no respetar los privilegios y que, como la defensa era parte de la ley natural y esta se encuentra por encima del mutuo acuerdo, era lícito pedir a los catalanes que acogieran a los soldados.
Se creó un ejército, al mando del marqués de los Vélez, de 35 000 infantes y 2 500 jinetes, que debía pacificar Cataluña. Los consejeros con experiencia militar calcularon que, a lo sumo, se tardaría un mes en hacerlo.
El 7 de diciembre de 1640 llegó a la corte la noticia de que la mayoría de los nobles de Portugal se había sublevado, que habían encerrado a la virreina Margarita de Saboya en un convento y que habían ofrecido la corona al duque de Braganza. La causa era la orden del rey de implantar en Portugal el impuesto que habían puesto ese mismo año en Castilla. En la sublevación habían asesinado al político portugués Miguel de Vasconcelos.
El 17 de noviembre de 1640 el conde-duque de Olivares llamó a su presencia los nobles y obispos portugueses que había en la corte para hablarles del mal comportamiento del duque de Braganza, proclamado rey con el nombre de Juan IV, y de su esposa, Luisa Francisca de Guzmán. Él también era de la Casa de Guzmán y consideraba que ella había manchado el apellido, por lo que hizo borrar su nombre de los archivos familiares.
El 26 de enero de 1641 el ejército comandado por el marqués de los Vélez sufrió una aplastante derrota frente a fuerzas catalanas y francesas en la Batalla de Montjuic. Por esto, el marqués de los Vélez fue sustituido por Federico Colonna. Pau Claris murió en febrero.
El cardenal Richelieu estaba deseoso de demostrar a los rebeldes catalanes que Luis XIII estaba con ellos. El ejército real español se retiró a Tarragona, que durante los meses de mayo y junio fue bloqueada por tierra y por mar por los franceses. El 4 de julio una flota con barcos del marqués de Villafranca, de Nápoles y Génova rompió el bloqueo y logró dar recursos al ejército real sitiado. Federico Colonna falleció en combate en Tarragona el 25 de septiembre de 1641.
El ejército real no pudo invadir Portugal a comienzos de 1641 porque estaba ocupado en Cataluña y en la corte no querían que se produjese una invasión francesa hasta el centro de España. Los neerlandeses empezaron a mandarles armas y municiones a los portugueses y el cardenal Richelieu propuso a sus embajadores ante Juan IV firmar con él una alianza formal. Portugal empezó a contar con reconocimiento internacional: el 1 de junio Portugal firmó un tratado con Francia y el 12 de junio firmó una tregua de diez años con las Provincias Unidas de los Países Bajos, apartando temporalmente sus disputas con respecto a Brasil.
En Sedán, Francia, había un grupo de conspiradores en el que estaban el duque de Bouillon, el conde de Soissons y sus amigos. El conde-duque de Olivares, a través del cardenal-infante, hizo una alianza con ellos. El cardenal Richelieu descubrió el complot y el 6 de julio de 1641 tuvo lugar la Batalla de La Marfée, que ganaron los conspiradores con apoyo del emperador y del rey de España. Sin embargo, esto no tuvo continuidad porque una bala mató al conde de Soissons y, muerto uno de los líderes, la causa se abandonó.
También hubo una conspiración para matar a Juan IV, financiada por el banquero Pedro de Baeça, que contó con el apoyo Margarita de Saboya, el marqués de Vila Real, el duque de Caminha y el arzobispo de Braga. El complot fue descubierto en julio de 1641 y Pedro de Baeça fue ejecutado.
Marcelino de Faria, de los servicios secretos españoles, avisó al conde-duque de Olivares de que los franceses iban a intentar, a través de agentes en Zaragoza, organizar una rebelión en Aragón.
El duque de Nochera había aconsejado no hacer uso de la fuerza en Cataluña. Era sabido por todos que había pasado por París. En la primavera de 1641 hizo de intermediario entre los rebeldes catalanes y el rey. Por todo ello, fue considerado sospechoso de ser un agente francés y se le puso bajo custodia. Un año después, murió en la fortaleza de Pinto.
Margarita de Saboya permaneció retenida en Lisboa hasta el junio de 1641, cuando los portugueses decidieron enviarla a Castilla para que no participase en conjuras. Entonces se marchó con dirección a Madrid, pero se le ordenó permanecer en un convento de Ocaña por ser un ejemplo del fracaso de Felipe IV y porque el conde-duque de Olivares no quería escuchar la información que daría para eximirse.
El 9 de agosto de 1641 el conde-duque de Olivares recibió una carta de Miguel de Salamanca que contenía un mensaje en clave de Manuel Botelo de Sossa, un portugués residente en La Haya, en la que se afirmaba que en Andalucía se estaba fraguando una conspiración y que uno de los implicados era Gaspar de Guzmán y Sandoval, IX duque de Medina-Sidonia. Los objetivos del complot no se conocen con claridad, pero había rumores que decían que el objetivo era nombrar al duque de Medina Sidonia rey de Andalucía y de las Indias. El mensaje de Botelo inducía a pensar que la rebelión conllevaba una invasión por mar en Cádiz para apoyarla y, durante aquellos meses, una escuadra neerlandesa recorría la cercana costa Portuguesa y se había avistado por Cádiz una escuadra franco-portuguesa.
El conde-duque de Olivares mandó llamar a Madrid al duque de Medina-Sidonia pero este no se decidía a acudir. Recibió dos cartas más del conde-duque antes de partir. Fue recibido por el conde-duque de Olivares el 10 de septiembre y confesó su culpabilidad. El marqués de Ayamonte fue detenido también por esta conspiración. Cuando, el 26 de septiembre, el conde-duque de Olivares y el duque de Medina Sidonia se encontraron con el rey en el palacio el segundo se tiró al suelo, confesó todo y culpó al marqués de Ayamonte de haberle inducido a hacerlo. El rey, en un gesto de magnanimidad, le perdonó.
El 28 de febrero de 1642 el conde-duque de Olivares recibió una carta de Antonio de Sarmiento, donde se decía que el marqués de Cinq-Mars planteaba acabar con el cardenal Richelieu y que la reina era conocedora del complot. Gastón de Orleans participó en la conjura y mandó a Madrid al marqués de Fontrailles, con el que se llegó a un acuerdo el 13 de marzo. Sin embargo, el cardenal Richelieu se hizo con pruebas de todo el 11 de junio y detuvo a algunos responsables. Gastón de Orleans pudo huir a Saboya.
El 21 de marzo de 1642 el conde-duque de Olivares escribió a Pierre Roose diciéndole que el rey había decidido partir a Aragón el 23 de abril al enterarse de que Luis XIII se dirigía al Rosellón para reunirse con su ejército. El séquito real pasó la primera noche en Barajas, la segunda en Alcalá de Henares, luego estuvo tres días siendo agasajado por la esposa del conde-duque en su palacio de Loeches y tras esto se trasladó a su casa de campo en Aranjuez, donde se dedicó a la caza. El conde-duque estuvo mientras tanto en Madrid ocupado de diversos asuntos, entre los cuales estaba la redacción de su testamento el 15 de mayo. El 20 de mayo se dirigió a Aranjuez a reunirse con el rey. Finalmente, el 23 de mayo el rey se puso rumbo a Aragón. Seguramente estas demoras del rey por los alrededores de Madrid se debieron a que las tropas no estaban listas y no se disponía de dinero. Pasó por Cuenca, donde podía pagar en vellón, y luego llegó a tierras aragonesas. En un primer momento se pensó en pasar antes por Valencia, donde el rey podía levantar los ánimos y pedir contribuciones para la guerra en Cataluña. Como el monarca no pasó por allí, las contribuciones no llegaron. En julio el conde-duque de Olivares escribió al virrey de Valencia, el duque de Gandía, diciéndole que le entristecía que el marqués de Torrecuso no pudiera emprender una nueva campaña en el campo tarraconense debido a la falta de tropas valencianas.
El rey puso primero su cuartel general en Molina de Aragón. El 17 de julio de 1642, cuando el conde-duque estaba con las tropas fuera de los muros de Molina de Aragón, el marqués de Salinas ordenó disparar una salva de honor. Entonces una bala impactó contra el carruaje en el que se encontraba el conde-duque hiriendo a dos de sus acompañantes: Antonio Carnero y un enano apodado "el Primo" que le estaba abanicando. El soldado que hizo ese disparo fue torturado pero nunca se llegó a saber si había sido un accidente o un atentado.
El 27 de julio de 1642 el rey se estableció en Zaragoza, donde estuvo hasta el fin de la temporada.
En abril de 1642 el marqués de Leganés fue nombrado comandante de las tropas reales en Cataluña.
El 10 de septiembre de 1642 los franceses tomaron Perpiñán, lo que supuso un duro golpe para los españoles. Salses-le-Château, que había estado bajo asedio francés desde marzo, volvió a perderse el 15 de septiembre. El 7 de octubre tuvo lugar una batalla a las afueras de Lérida en la que un contingente de 20 000 españoles, comandado por el marqués de Leganés, fue derrotado por otro de 12 000 franceses y 1 000 catalanes. El marqués de Leganés fue considerado responsable de la derrota, el conde-duque se distanció de él y fue cesado en 1643.
Durante el tiempo en que Felipe IV estuvo en Aragón su esposa, Isabel de Borbón, fue bastante activa políticamente en la corte, ganándose la admiración del pueblo.
En diciembre de 1642 el principal órgano de gobierno de los últimos años, la Junta de Ejecución, fue sustituida por tres salas (comisiones), tal vez porque el término "junta" se había vuelto impopular. Estas fueron la sala de gobierno (que se reunía en los aposentos del conde-duque), la sala de los reclutamientos y la sala para las provisiones de los ejércitos de España, Italia y Flandes.
El conde-duque de Olivares deseaba emprender una campaña contra Portugal a comienzos de 1643, pero los demás ministros mostraban reticencias a ello porque implicaba dividir fuerzas. El rey, por su parte, ignoró el consejo del conde-duque de Olivares y decidió concentrar sus fuerzas en Cataluña.
El cardenal Richelieu falleció el 4 de diciembre de 1642. La noticia llegó a Madrid a comienzos de enero de 1643. Fue sucedido por el cardenal Mazarino. El 10 de enero el conde-duque recibió una cara de Francisco de Melo en la que se decía que Mazarino era un gran estadista, pero no tenía "la vehemencia y violencia" de Richelieu. El conde-duque coincidió con este análisis y decidió que era buen momento para llegar a una paz con Francia aunque esto conllevase "indignidad expresa". En el Consejo de Estado estuvieron de acuerdo con él.

### Final de su carrera política
Desde la llegada del rey desde Aragón, los nobles empezaron a ausentarse de actos en la corte. El 25 de diciembre de 1642 solamente el joven conde de Santa Coloma ocupó su asiento en el lugar reservado a los grandes en la capilla real. Los predicadores de la corte, por su parte, criticaban al gobierno en sus sermones.
Las habladurías cortesanas han atribuido la caída del conde-duque de Olivares a una conspiración de Isabel de Borbón, Margarita de Saboya, Ana de Guevara (que había sido aya del rey) y la monja María de Jesús de Ágreda (que desde 1643 mantuvo correspondencia con Felipe IV). Margarita de Saboya salió del convento de Ocaña donde se encontraba y se presentó el 3 de enero de 1643 en la corte, lo que fue considerado un mal augurio para el conde-duque.
El conde de Castrillo había presidido desde 1632 el Consejo de Indias y había sustituido al conde-duque en algunas labores administrativas. En 1640 fue nombrado mayordomo mayor de palacio. A través del trato con Isabel de Borbón, intentaba sentar las bases de su propio poder. Su plan se vio frustrado cuando su protectora murió en 1644.
Según una carta del 7 de enero de 1643 del embajador de Venecia, fue el conde-duque el que le pidió retirarse al rey y mandó sus papeles oficiales al escritorio real. Cuando Felipe IV los vio, se los volvió a remitir y luego se fue de caza.
El 14 de enero de 1643 el embajador de Génova mantuvo una conversación con un ministro que le informó de que el conde-duque había empezado a gestionar los asuntos sin ayudarse de nadie, lo que generaba una ralentización de la gestión.
El 17 de enero de 1643 el rey, desde la Torre de la Parada, envió un mensaje al conde-duque diciéndole que estaba dispuesto a aceptar sus reiteradas peticiones de retirarse. El 24 de enero el rey informó de forma oficial a la Cámara de Castilla de la retirada del conde-duque con las siguientes palabras:

días ha que continuadamente me ha hecho instancia el conde para que le de licencia para retirarse y descansar de tanto como ha trabajo en mi servicio tan a mi satisfacción, por hallarse cansado y con mucha falta de salud que le impide el poder trabajar con la actividad y viveza que lo ha hecho hasta aquí. Yo he ido dilatando esta licencia por la falta que me ha de hacer su persona y por la soledad que me ha de causar su ausencia

El embajador de Módena, Ippolito Camillo Guidi, hizo un escrito sensacionalista donde relataba la caída del conde-duque, titulado Caduta del Conte D'Olivares.

### Vida retirado
El conde-duque de Olivares se trasladó a Loeches y dejó de tener contacto con la corte. Según Antonio Carnero, secretario de la Cámara de Castilla, esto dejó a sus amigos de allí muy apenados.
En febrero de 1643 apareció un folleto, escrito por Andrés de Mena, donde se criticaba la política interior y exterior del conde-duque de Olivares. En mayo de 1643 apareció una respuesta anónima, titulada Nicandro, donde se le defendía.
El Nicandro generó gran revuelo y el rey tuvo que ordenar la incautación de todas las copias y castigar a los responsables. Juan de Ahumada fue acusado de complicidad con los autores y fue cesado de su cargo de ayo de Juan José de Austria, hijo ilegítimo de Felipe IV. El alcalde de corte Lezama, hermano del secretario del conde-duque de Olivares, Jerónimo de Lezama, fue puesto bajo custodia acusado de haber autorizado la impresión. Los acusados de haber impreso y distribuido el folleto, Mateo Fernández y Domingo de Herrera, criado del conde-duque, sufrieron condenas relativamente leves. Por otro lado, gracias a la influencia de la que aún gozaban los partidarios del conde-duque, Andrés de Mena fue castigado severamente con una multa y un destierro de seis años a Orán y su impresor recibió un castigo más grave que el del Nicandro.
Los grandes de España, que se sentían ultrajados por las críticas del Nicandro, formaron una delegación que fue recibida por el rey. Los enemigos del conde-duque, entre los que se encontraban el duque del Infantado, el duque de Medinaceli, el conde de Lemos y el duque de Híjar, estaban seguros de que el conde-duque de Olivares podría seguir influyendo en la política viviendo en Loeches y teniendo a su esposa, Inés de Zúñiga, sirviendo en el Alcázar de Madrid. Parece que el rey se puso en contacto con el conde-duque de Olivares para decirle que era conveniente que su esposa se quedase con él Loeches.
Preocupado por el futuro de su esposa e hijo ilegítimo, el marqués de Mairena, solicitó a su sobrino, Luis de Haro, que le ayudase. El 24 de mayo de 1643 Luis de Haro fue a Loeches para decirle que el rey pensaba que, dada la repercusión que había tenido el Nicandro, debía abandonar ese lugar y trasladarse a sus señoríos de Andalucía. El 25 de mayo, a través del jesuita Juan Martínez de Ripalda, el conde-duque informó a Luis de Haro que el aire del norte era mejor para su salud y que solicitaba al rey poder vivir en Toro o en León.
El 12 de junio de 1643 el conde-duque de Olivares salió de Loeches hacia Toro, donde su hermana, la marquesa de Alcañices, le ofrecía su palacio. Llegó a este lugar el 20 de junio.
El 3 de noviembre de 1643 Felipe IV, por consejo de la monja María de Ágreda, hizo que Inés de Zúñiga abandonase el servicio en el Alcázar de Madrid. Ese mismo día el marqués de Mairena, que se encontraba sirviendo al rey en Aragón, fue apartado y se fue a vivir con su esposa a Loeches.
En la primavera de 1644 tuvo que renunciar al cargo de gran canciller de las Indias y se vio obligado a dimitir del de caballerizo mayor, que fue a parar al marqués del Carpio.

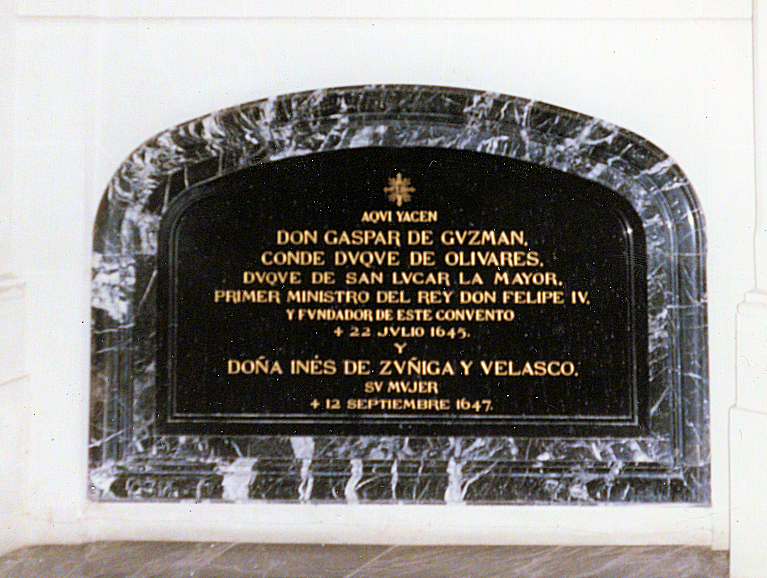
Tumba de Gaspar de Guzmán en el monasterio de la Inmaculada Concepción (Loeches).

El 31 de agosto de 1644 Jerónimo de Villanueva, que había sido muy cercano al conde-duque, fue apresado por la Inquisición y encerrado en Toledo debido a unos escándalos en el Convento de San Plácido de Madrid, cuya fundación había apoyado. En la detención se le incautaron papeles comprometedores sobre el gobierno del conde-duque de Olivares que hoy están en paradero desconocido.
En diciembre de 1644 Quevedo indicaba que un inquisidor de Toledo había viajado a Toro en una misión secreta. La ortodoxia religiosa del conde-duque fue investigada por la Inquisición pero esta investigación se estancó gracias al inquisidor general, Diego de Arce y Reinoso, que había prosperado bajo su gobierno.
El conde-duque de Olivares falleció en Toro en julio de 1645. Las últimas palabras que le oyeron decir antes de fallecer fueron "¡Cuando yo era rector, cuando yo era rector!".
El ataúd con su cuerpo fue trasladado a la iglesia del Monasterio de San Ildefonso de Toro. En agosto fue enterrado en el Monasterio de la Inmaculada Concepción de Loeches. También se enterraron entonces en este monasterio los restos de su hija, María, que habían estado en la iglesia del Colegio de Santo Tomás de Madrid.
En la primavera de 1646 un tal Juan Vides acusó al conde-duque ante la Inquisición de leer el Corán y a Lutero, pero el proceso quedó en nada porque el acusado ya estaba muerto.

## Descendencia

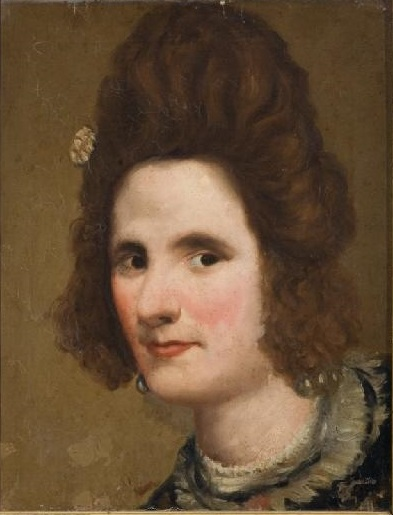
Presunto retrato de Inés de Zúñiga y Velasco, esposa del conde-duque de Olivares (Museo de Huesca). Copia anónima y reducida al busto del retrato de una dama atribuido a Diego Velázquez que se conserva en la Gemäldegalerie de Berlín.

Gaspar de Guzmán y Pimentel contrajo matrimonio con Inés de Zúñiga y Velasco (1584-1647) y tuvieron como hija a:
- María de Guzmán y Zúñiga (1609-1626), i marquesa de Heliche, casada con Ramiro Núñez de Guzmán (1612-1668), duque de Medina de las Torres.

Olivares tuvo un hijo de su relación en 1612 con una dama de la corte:
- Julián Guzmán o Julián de Valcárcel, que fue reconocido públicamente como hijo por el conde-duque en 1641 y recibió entonces el nombre de Enrique Felípez de Guzmán (1613-1646), marqués de Mairena y conde de Loeches. Se casó en secreto con Leonor de Unzueta pero cuando su padre se enteró consiguió la nulidad matrimonial de Roma y luego concertó su matrimonio con Juana de Velasco y Tovar, hija del duque de Frías y condestable de Castilla,[324][nota 5] del cual nació:
  - Gaspar de Guzmán y Fernández de Velasco (1646-1648).

## Títulos, órdenes y empleos

### Títulos
- iii conde de Olivares,[330] con Grandeza de España desde el 12 de abril de 1621[nota 6][331]
- i duque de Sanlúcar la Mayor[330]
- i duque de Medina de las Torres
- i conde de Arzarcóllar
- i príncipe de Aracena

El iii conde de Olivares empezó a llamarse conde-duque de Olivares desde que se le concedió el Ducado de Sanlúcar en 1625. A su muerte, el título de conde de Olivares fue desglosado del de duque de Sanlúcar. Por Real Orden de 1882 se declaró que el condado de Olivares se entiende con la denominación de condado-ducado de Olivares.

### Órdenes

#### Orden de Alcántara
- Caballero[330]
- Comendador mayor[330]

### Empleos
- Sumiller de Corps[330]
- Caballerizo mayor[330]
- Consejero de Estado[330]
- Capitán general de Caballería[330]
- Gran canciller de las Indias[330]
- Alcaide perpetuo del Real Alcázar[330] y de las Reales Atarazanas de Sevilla (cargos que pudo incorporar a su mayorazgo)[333]
- Alguacil mayor de la Casa de Contratación de Sevilla[330]
- Alcaide del Palacio del Buen Retiro.[91]

## En el arte

### En la pintura
En el Museo del Prado de Madrid se conserva un retrato del conde-duque de Olivares a caballo realizado por Diego Velázquez hacia 1636. Existen otros retratos de Gaspar de Guzmán que han sido atribuidos a Velázquez, como el del Museo de Arte de São Paulo, el del Museo del Hermitage de San Petersburgo, el de la Galería de Pinturas de los Maestros Antiguos de Dresde y uno de pequeño formato en la  Galería de las Colecciones Reales de Madrid.
Existen seis copias del retrato del conde-duque de Olivares del Hermitage, una de las cuales fue donada en 2015 por el historiador John Elliot al Museo del Prado.
En la colección particular del duque de Westminster, en Londres, se encuentra un cuadro del príncipe Baltasar Carlos ejerciendo la equitación frente al Palacio del Buen Retiro. Esta obra es atribuida a Diego Velázquez. En ella aparece, en segundo plano, el conde-duque de Olivares y, asomados en un balcón, están el rey Felipe IV, la reina consorte Isabel de Borbón y una señora, que pudiera ser la esposa del conde-duque de Olivares, que era camarera mayor de la reina y aya del príncipe.
En la Biblioteca Nacional de España existe un grabado que es un retrato del conde-duque de Olivares de 1626, basado en una pintura de Velázquez con una orla de Rubens, realizado por Paulus Pontius. La grisalla original con la que se realizó el grabado se encuentra en los Museos Reales de Bellas Artes de Bélgica.

### En el teatro
El 9 de febrero de 1926 los hermanos Antonio y Manuel Machado presentaron en el Teatro de la Princesa de Madrid su obra Las desdichas de la fortuna o Juanillo Valcárcel. Es una tragicomedia que mezcla realidad con ficción. Trata de cómo el conde-duque frustra el romance de su hijo con Leonor de Unzueta y arregla su matrimonio con la hija de un noble. Pese a ser representada en la dictadura de Miguel Primo de Rivera, tiene un componente de sátira política y crítica de las clases privilegiadas. Está escrita en verso. Fue un gran éxito en su época.

### En el cine
- Jean Murat lo interpreta en la película La kermesse heroica (1935) dirigida por Jacques Feyder
- Javier Gurruchaga lo interpreta en la película El rey pasmado (1991) dirigida por Imanol Uribe.
- Javier Cámara lo interpreta en la película Alatriste (2006) dirigida por Agustín Díaz Yanes.[337]

### En la TV
- Bruno Lastra lo interpreta en la serie de televisión Águila Roja (2009) creada por Daniel Écija
- Gary Piquer lo interpreta en la serie de televisión Las aventuras del Capitán Alatriste (2015).